# Andrzej Duda
Andrzej Sebastian Duda (ur. 16 maja 1972 w Krakowie) – polski prawnik i polityk, doktor nauk prawnych. Prezydent Rzeczypospolitej Polskiej w latach 2015–2025.
W latach 2006–2007 podsekretarz stanu w Ministerstwie Sprawiedliwości, w latach 2008–2010 podsekretarz stanu w Kancelarii Prezydenta RP Lecha Kaczyńskiego, w latach 2007–2011 członek Trybunału Stanu, poseł na Sejm VII kadencji (2011–2014), poseł do Parlamentu Europejskiego VIII kadencji (2014–2015). Kawaler Orderu Orła Białego.

## Życiorys

### Rodzina i młodość
Jest synem Jana Dudy, elektrotechnika, profesora nauk technicznych i samorządowca oraz Janiny Milewskiej-Dudy, profesor nauk chemicznych. Jego rodzice swoją działalność zawodową związali z Akademią Górniczo-Hutniczą im. Stanisława Staszica w Krakowie. Ma dwie młodsze siostry – Annę i Dominikę. Jego stryjem jest polityk Antoni Duda.
Andrzej Duda w latach 1984–1990 należał do harcerstwa. Działalność tę zakończył jako drużynowy 5 Krakowskiej Drużyny Harcerskiej „Piorun” wchodzącej w skład Szczepu 5 KDH „Wichry”. Wielokrotnie wskazywał na tamten czas, jako ważne doświadczenie w życiu osobistym.

### Wykształcenie i praca zawodowa

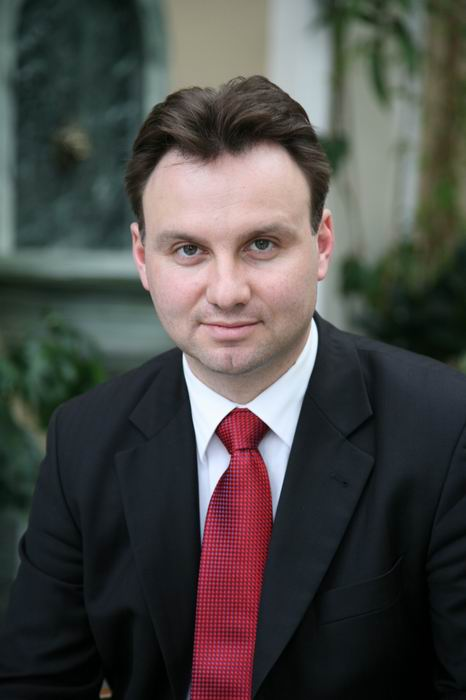
Andrzej Duda w 2008

W latach 1979–1987 uczęszczał do Szkoły Podstawowej im. Janka Krasickiego w Krakowie (obecna SP nr 33 im. Króla Stefana Batorego w Krakowie). Szkoła była wówczas placówką badawczą Wyższej Szkoły Pedagogicznej w Krakowie. 
Od 1987 uczęszczał do klasy humanistycznej II Liceum Ogólnokształcącego w Krakowie, w którym zdał maturę w 1991.
W 1996 ukończył studia prawnicze na Wydziale Prawa i Administracji Uniwersytetu Jagiellońskiego na podstawie pracy magisterskiej pt. Wywłaszczenie nieruchomości pod budowę autostrad płatnych, obronionej w Katedrze Postępowania Administracyjnego UJ. Podczas studiów startował w Akademickich Mistrzostwach Polski w narciarstwie alpejskim. W 2003 nie zdał egzaminu na aplikację adwokacką, ponieważ „nie uzyskał wymaganego minimum punktów na etapie testu pisemnego”. 19 grudnia 2003 rada adwokacka w Krakowie odmówiła wpisania go na listę aplikantów adwokackich, gdyż uzyskał tylko 67 punktów z testu pisemnego, podczas gdy minimum wynosiło 85 pkt. Andrzej Duda odwołał się od tej decyzji 2 kwietnia 2004, powołując się na wyrok Trybunału Konstytucyjnego z 18 lutego 2004. 28 maja 2004 Okręgowa Rada Adwokacka w Krakowie odmówiła wznowienia postępowania, wskazując, że zgodnie z tym wyrokiem uznano ważność postępowań konkursowych przeprowadzonych przed ogłoszeniem tego wyroku TK. Andrzej Duda zaskarżył decyzję do Naczelnej Rady Adwokackiej, ale jej prezydium podtrzymało decyzję rady okręgowej, wskazując, iż Andrzej Duda w odwołaniu pomylił przepisy.
W lutym 1997 rozpoczął pracę naukowo-dydaktyczną w Katedrze Postępowania Administracyjnego UJ, a od października 2001 w Katedrze Prawa Administracyjnego UJ jako asystent. 24 stycznia 2005 uzyskał stopień naukowy doktora nauk prawnych na podstawie rozprawy zatytułowanej Interes prawny w polskim prawie administracyjnym napisanej pod kierunkiem profesora Jana Zimmermanna i obronionej 6 grudnia 2004, a następnie wydanej w formie publikacji książkowej w 2008.
Wiosną 2005 założył własną kancelarię prawną. W latach 2003–2007 był członkiem rady nadzorczej krakowskiego TBS Południe. Był także wykładowcą w Wyższej Szkole Pedagogiki i Administracji im. Mieszka I w Poznaniu.

### Wczesna aktywność polityczna
W 1989 zaangażował się w kampanię Komitetu Obywatelskiego „Solidarność”. W wyborach prezydenckich w 1990 i 1995, jako wolontariusz, aktywnie wspierał kandydaturę Lecha Wałęsy. O swoim poparciu dla Wałęsy po latach mówił: Cztery razy głosowałem na niego w wyborach prezydenckich, w obydwu turach w 1990 i 1995! Choć mając dzisiejszą wiedzę, nie wiem, czyby mi ręka nie drgnęła.
31 maja 2000 wstąpił w szeregi Unii Wolności, gdzie w październiku tego samego roku został wiceprzewodniczącym koła Podgórze Zachód i ubiegał się nieskutecznie o mandat na zjazd regionalny partii. Jesienią 2001 zdobył mandat delegata na zjazd regionalny partii. Odnosząc się do swojego doświadczenia związanego z UW, napisał później: wystarczyło, żeby się zrazić.

### Kariera polityczna
Po wyborach parlamentarnych w 2005 rozpoczął współpracę z Klubem Parlamentarnym Prawa i Sprawiedliwości jako doradca legislacyjny.

#### Ministerstwo Sprawiedliwości
Od 1 sierpnia 2006 do 15 listopada 2007 pełnił funkcję podsekretarza stanu w Ministerstwie Sprawiedliwości w rządzie Jarosława Kaczyńskiego. Funkcję ministra sprawiedliwości pełnił wówczas Zbigniew Ziobro. W resorcie odpowiadał za legislację, współpracę międzynarodową i przebieg informatyzacji. Reprezentował polski wymiar sprawiedliwości na forum Komisji ds. wymiaru sprawiedliwości UE. Nadzorował informatyzację wszystkich 125 sądów gospodarczych, wprowadzono wtedy urządzenia umożliwiające przesłuchania na odległość we wszystkich 45 sądach okręgowych. Proces informatyzacji objął także większość wydziałów w sądach grodzkich. Przyspieszono także informatyzację wydziałów ksiąg wieczystych.
W 2007 bez powodzenia startował w wyborach do Sejmu z ostatniego miejsca na liście PiS w okręgu tarnowskim, otrzymując 11 158 głosów (6. wynik na liście). W jego ówczesną kampanię zaangażował się Zbigniew Ziobro. Z funkcji wiceministra został odwołany 15 listopada 2007 w związku z wyborem przez Sejm w skład Trybunału Stanu, w którym zasiadał do 2011.

#### Kancelaria Prezydenta RP Lecha Kaczyńskiego

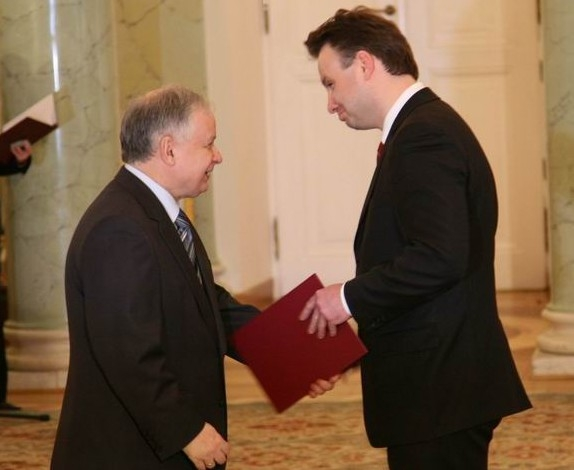
Andrzej Duda i Lech Kaczyński – uroczystość powołania podsekretarza stanu w Kancelarii Prezydenta RP (16 stycznia 2008)

16 stycznia 2008 Lech Kaczyński powołał go na stanowisko podsekretarza stanu w Kancelarii Prezydenta RP. Objął nadzór nad Biurem Prawa i Ustroju oraz od jesieni 2008 nad Biurem Obywatelstw i Prawa Łaski. Do jego obowiązków należało czuwanie nad prezydencką legislacją. Reprezentował Prezydenta Rzeczypospolitej m.in. w trakcie prac nad ustawami w Sejmie.
12 kwietnia 2010 roku nadzorował wraz z prezydencką minister Bożeną Borys-Szopą przywiezienie ciała Marii Kaczyńskiej, zmarłej w katastrofie smoleńskiej 10 kwietnia.
5 lipca 2010, dzień po drugiej turze wyborów prezydenckich, w których zwyciężył Bronisław Komorowski, złożył dymisję z zajmowanej funkcji, która została przyjęta następnego dnia przez Bronisława Komorowskiego wykonującego jako Marszałek Sejmu obowiązki Prezydenta.

#### Rada Miasta Krakowa, Sejm RP i Parlament Europejski
W wyborach samorządowych w 2010 kandydował bez powodzenia z ramienia PiS na prezydenta Krakowa, zajmując 3. miejsce w pierwszej turze głosowania z wynikiem 22,38% głosów (w II turze nie poparł żadnego kandydata, jednak zaapelował, aby nie głosować na Stanisława Kracika z PO). Uzyskał natomiast mandat radnego miasta. Jako radny interweniował przede wszystkim w kwestiach komunikacji miejskiej, infrastruktury oraz mieszkań komunalnych, pustostanów i wysokości czynszów. 6 lipca 2011, w wyniku jego aktywności, powołano Okrągły Stół Mieszkaniowy poświęcony wypracowaniu nowych zasad zarządzania mieszkaniami komunalnymi (w jego spotkaniach uczestniczył później także jako poseł na Sejm RP).
W 2011 wystąpił w filmie dokumentalnym o katastrofie smoleńskiej pt. Mgła. Był także jednym z założycieli stowarzyszenia Ruch Społeczny im. Prezydenta RP Lecha Kaczyńskiego, w którym do 2015 pełnił funkcję przewodniczącego komisji rewizyjnej.

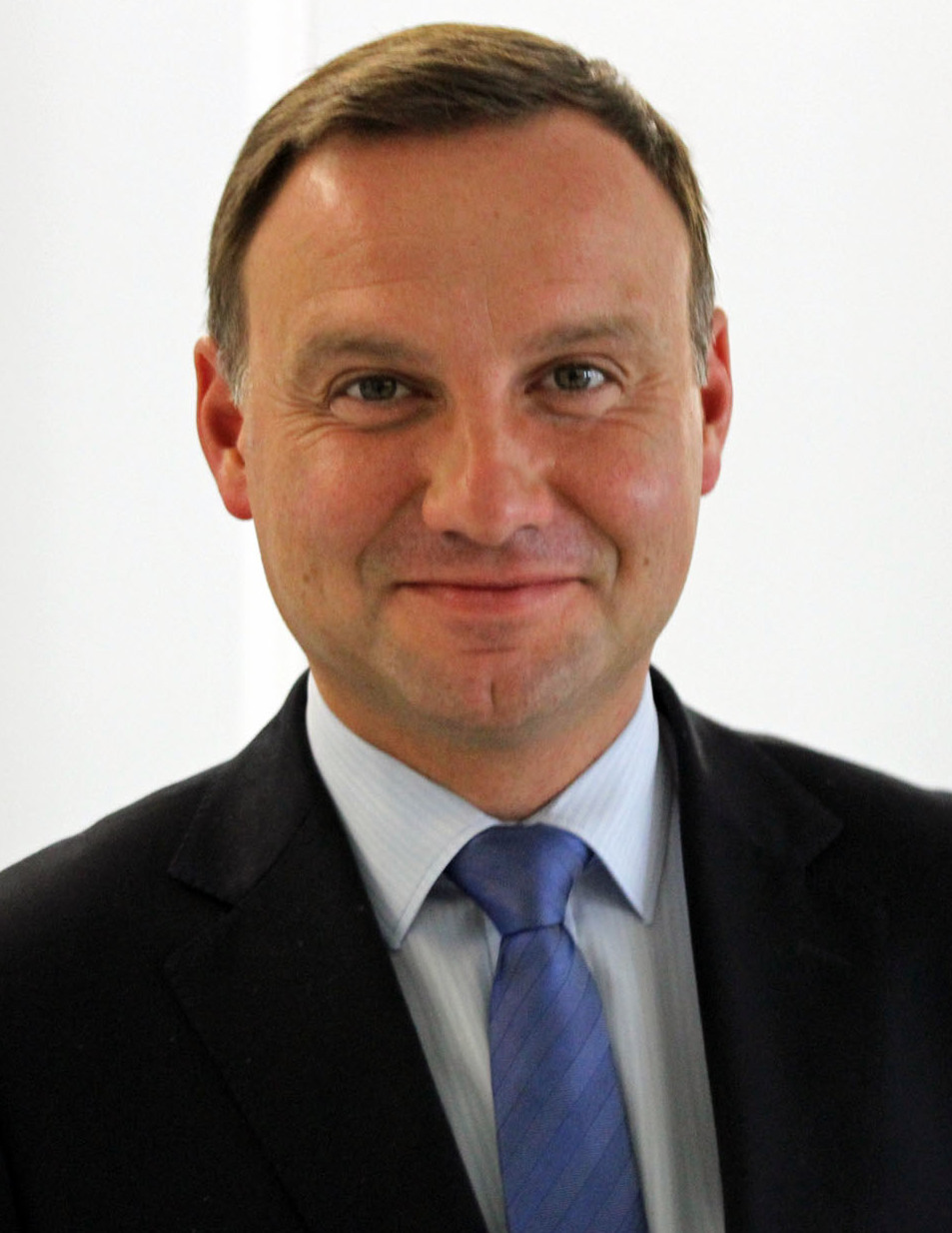
Andrzej Duda w Sejmie (2013)

W wyborach parlamentarnych w 2011 z listy PiS został wybrany na posła VII kadencji w okręgu krakowskim, otrzymując 79 981 głosów (6. wynik w Polsce). W związku z tym zrzekł się mandatu radnego. W listopadzie 2011, po rozłamie w PiS i powstaniu Solidarnej Polski, pozostał w PiS. Tak komentował swoją ówczesną sytuację: do polityki wprowadzili mnie Arek Mularczyk i Zbyszek Ziobro, ale skoro w kampanii wyborczej składałem obietnice jako człowiek PiS, to zmiana partii po miesiącu bycia posłem byłaby niemoralna. W Sejmie VII kadencji poseł Andrzej Duda zasiadał m.in. w Komisji Ustawodawczej oraz jej podkomisji stałej do spraw Trybunału Konstytucyjnego i Komisji Odpowiedzialności Konstytucyjnej. Reprezentował Sejm w postępowaniach przed Trybunałem Konstytucyjnym. Był członkiem zespołów: ds. obrony demokratycznego państwa prawa, ds. wyjaśnienia katastrofy smoleńskiej, ds. obrony wolności słowa, na rzecz obrony życia i rodziny oraz zespołu tradycji i pamięci żołnierzy wyklętych.
W czasie dwuipółletniego sprawowania funkcji posła Andrzej Duda wystąpił 139 razy na posiedzeniach Sejmu. Sprzeciwiał się wejściu Polski do strefy euro. Zajmował się także m.in. nowelizacją kodeksu karnego. Przygotowywał ustawę o postępowaniu wobec ludzi z zaburzeniami psychicznymi stwarzającymi zagrożenie życia, zdrowia lub wolności seksualnej innych osób. W 2012 podpisał się pod projektem ustawy przewidującym karę więzienia za zastosowanie zapłodnienia in vitro. W marcu 2013 skutecznie interweniował ws. bezpodstawnego odebrania przez sąd dzieci rodzinie Bajkowskich z Krakowa.
We wrześniu 2013, jako jeden z dziesięciu posłów VII kadencji Sejmu, został wyróżniony w rankingu tygodnika „Polityka” na najlepszych posłów. W uzasadnieniu dziennikarze, relacjonując na co dzień prace Sejmu, podkreślali merytoryczne podejście posła Andrzeja Dudy do sprawowania obowiązków poselskich oraz wysoką kulturę w relacjach z koleżankami i kolegami także z innych ugrupowań.
W trakcie sprawowania mandatu poselskiego wystosował 21 interpelacji dotyczących m.in. polityki mieszkaniowej rządu oraz spraw związanych z tzw. dziką reprywatyzacją. Od 27 listopada 2013 do 9 stycznia 2014 sprawował funkcję rzecznika prasowego PiS, którą objął po aferze związanej z Adamem Hofmanem.
W styczniu 2014 został szefem kampanii PiS przed majowymi wyborami do Parlamentu Europejskiego. Uzyskał w nich mandat eurodeputowanego VIII kadencji, otrzymując blisko 100 tys. głosów. Tym samym 27 maja 2014 wygasł jego mandat posła na Sejm RP. W Parlamencie Europejskim należał do frakcji Europejskich Konserwatystów i Reformatorów (ECR). W trakcie swej kadencji złożył 19 sprawozdań. Zajmował się głównie sprawami międzynarodowymi, w tym umowami UE z krajami spoza Wspólnoty. 10 razy występował na posiedzeniach plenarnych PE.

#### Wybory prezydenckie w 2015

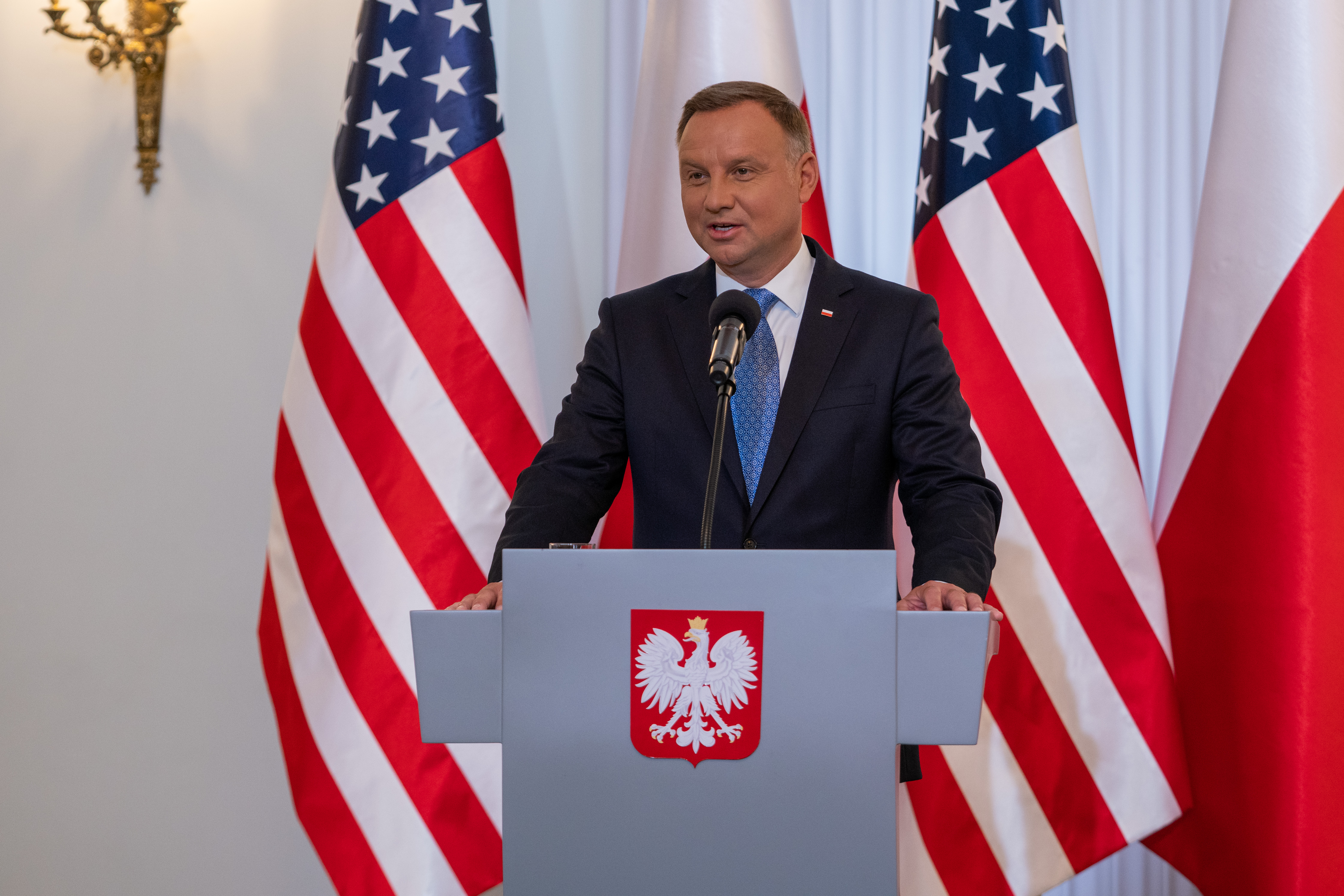
Andrzej Duda podczas ceremonii podpisania polsko-amerykańskiej umowy o wzmocnionej współpracy obronnej (2020)

6 grudnia 2014 rada polityczna PiS zatwierdziła jego kandydaturę z ramienia partii w wyborach prezydenckich w 2015 (wystawienie Andrzeja Dudy w tych wyborach zadeklarował 11 listopada 2014 prezes PiS Jarosław Kaczyński). 30 marca 2015 jego kandydatura została zarejestrowana przez Państwową Komisję Wyborczą. Poza PiS poparcia udzieliły mu partie Stronnictwo „Piast”, Solidarna Polska, Liga Obrony Suwerenności i Polska Razem oraz komisja krajowa związku zawodowego „Solidarność”.

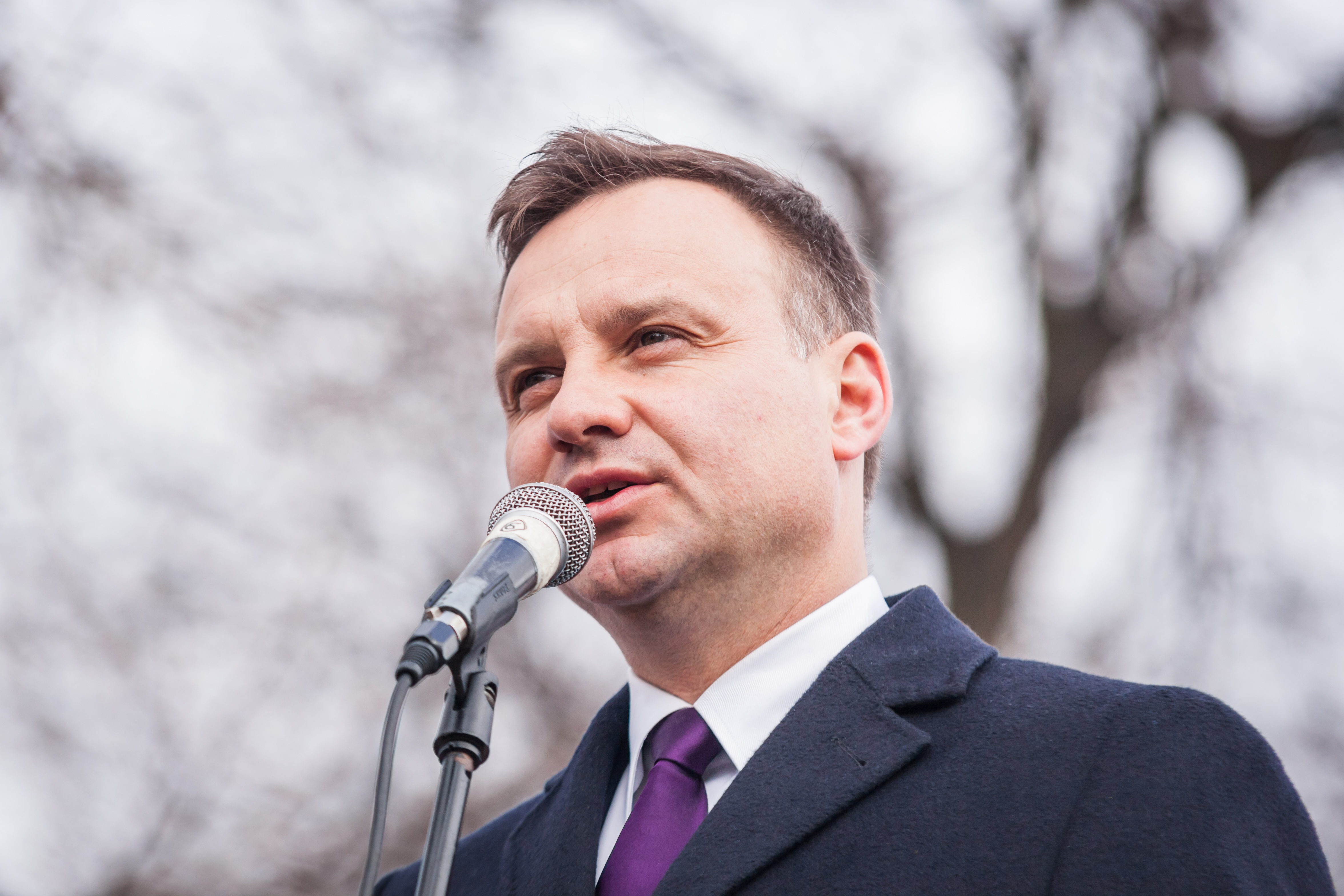
Andrzej Duda podczas kampanii prezydenckiej (30 marca 2015)

W ramach prowadzonej w okresie od 7 lutego 2015 do 22 maja 2015 kampanii wyborczej, odwiedził 241 miejscowości w kraju oraz udał się do Londynu i Strasburga. Koncepcja prowadzonej kampanii wyborczej opierała się w głównej mierze na małych spotkaniach lokalnych często nietransmitowanych przez główne media krajowe. W trakcie kampanii Andrzej Duda złożył obietnice m.in. obniżenia wieku emerytalnego, podniesienia kwoty wolnej od podatku oraz udzielenia pomocy „frankowiczom”.
W przeprowadzonej 10 maja 2015 pierwszej turze głosowania zajął pierwsze miejsce, zdobywając 5 179 092 głosy, co stanowiło 34,76% głosów ważnych. Ponieważ żaden z kandydatów nie przekroczył progu 50% głosów ważnych, Andrzej Duda wszedł do drugiej tury głosowania wraz z ubiegającym się o reelekcję Bronisławem Komorowskim, który otrzymał 33,77% głosów ważnych. Spośród kandydatów, którzy odpadli w pierwszej turze, oddanie na niego głosu zadeklarował Grzegorz Braun. Przed drugą turą otrzymał także poparcie Prawicy Rzeczypospolitej, Unii Polityki Realnej i Samoobrony Odrodzenie.
W drugiej turze wyborów z 24 maja 2015 został wybrany na urząd prezydenta RP, pokonując w głosowaniu ubiegającego się o reelekcję Bronisława Komorowskiego. Andrzej Duda uzyskał 51,55% głosów ważnych (8 630 627 głosów). Dwa dni później zrezygnował z członkostwa w PiS. 25 maja 2015 w związku z ogłoszeniem oficjalnych wyników doszło do wygaśnięcia jego mandatu w Parlamencie Europejskim.

#### Wybory prezydenckie w 2020
5 lutego 2020 Andrzej Duda ogłosił, że będzie ubiegał się o reelekcję w wyborach prezydenckich 10 maja 2020. 10 dni później Rada Polityczna PiS udzieliła mu poparcia w tych wyborach. W jego sztabie, poza działaczami PiS, znaleźli się także przedstawiciele koalicyjnych partii – Porozumienia i Solidarnej Polski. Poparł go również NSZZ „Solidarność”. Po nieodbyciu się głosowania w planowanym terminie, został także kandydatem w wyborach zaplanowanych na 28 czerwca tego samego roku. Poparły go dodatkowo partie Zjednoczenie Chrześcijańskich Rodzin i Stronnictwo Ludowe „Ojcowizna” RP.
W czasie kampanii, w której dominowały tematy związane z kryzysem gospodarczym związanym z epidemią COVID-19, Andrzej Duda m.in. krytykował rządzące w latach 2007–2015 Platformę Obywatelską i Polskie Stronnictwo Ludowe, stwierdzając: „Byli gorszym wirusem niż koronawirus. Dla polskiej gospodarki byli gorsi niż koronawirus”. Organizacja Bezpieczeństwa i Współpracy w Europie (OBWE) monitorująca procesy wyborcze określiła stosowaną przez prezydenta w kampanii retorykę jako „mowę podburzającą”, która „miała czasami charakter ksenofobiczny i homofobiczny”.
W przeprowadzonej 28 czerwca 2020 pierwszej turze głosowania zajął pierwsze miejsce, zdobywając 8 450 513 głosów, co stanowiło 43,50% głosów ważnych. Ponieważ żaden z kandydatów nie przekroczył progu 50% głosów ważnych, Andrzej Duda wszedł do drugiej tury głosowania wraz z Rafałem Trzaskowskim z PO i KO, który otrzymał 30,46% głosów ważnych.

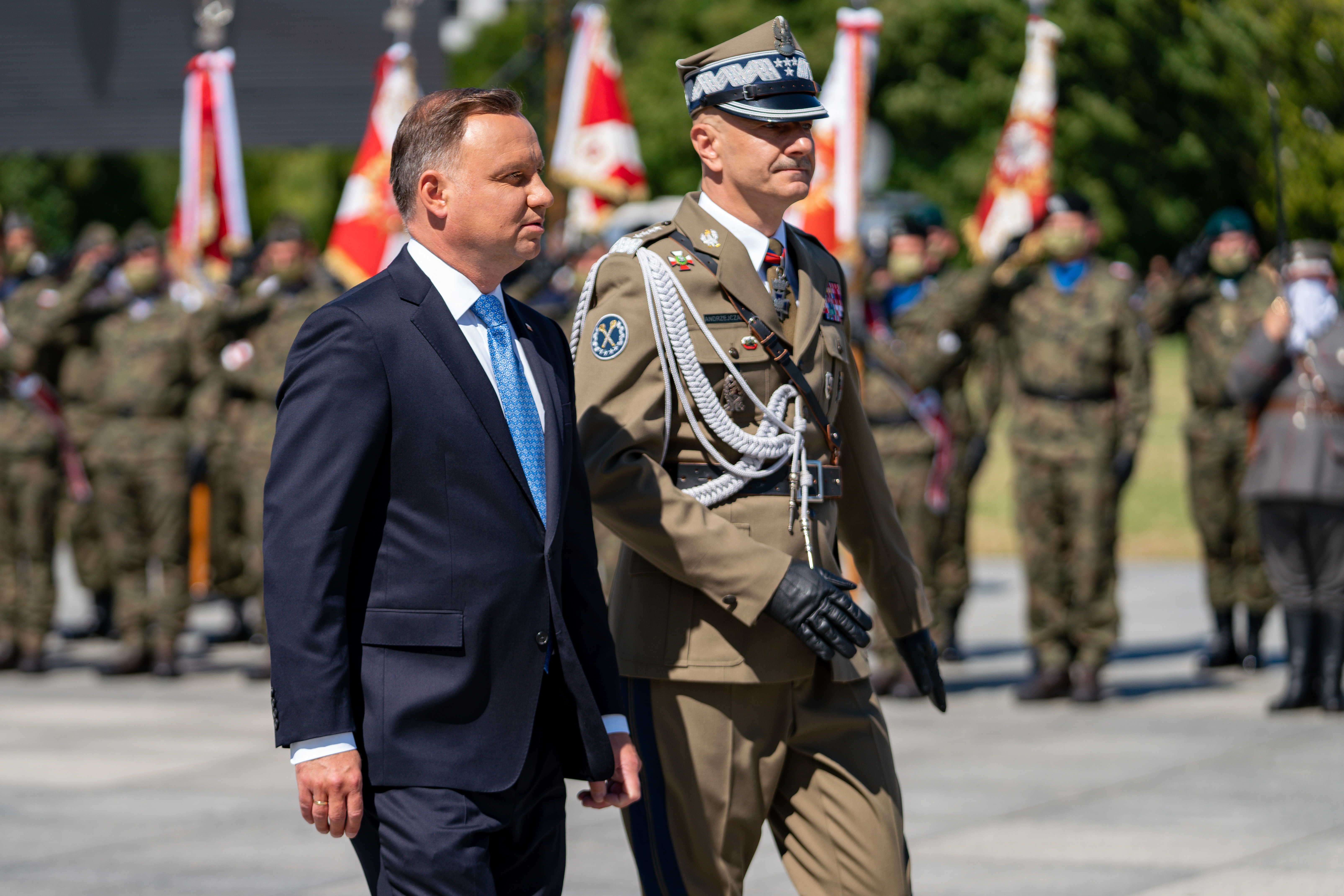
Andrzej Duda i Szef Sztabu Generalnego Wojska Polskiego, gen. Rajmund Andrzejczak (2020)

Przed drugą turą otrzymał wsparcie przedstawicieli części środowisk konserwatywnych, katolickich i narodowych, w tym Marka Jakubiaka (i jego partii Federacja dla Rzeczypospolitej), który odpadł w pierwszej turze wyborów, a także m.in. Marka Chodakiewicza, Jana Żaryna, Jacka Bartyzela, Sławomira Cenckiewicza i Przemysława Górnego. Wsparły go także partie Unia Polityki Realnej, Piast – Jedność Myśli Europejskich Narodów, Prawica Rzeczypospolitej, Związek Zawodowy Rolnictwa „Samoobrona” (związany z partią Samoobrona), a także stowarzyszenie Solidarność Walcząca (powiązane z partią Wolni i Solidarni).
Andrzej Duda przed pierwszą turą wziął udział w debacie telewizyjnej z wszystkimi pozostałymi kontrkandydatami – 6 maja 2020, w debacie z udziałem m.in. Małgorzaty Kidawy-Błońskiej, transmitowanej w Programie 1 Telewizji Polskiej, TVP Info i TVP Polonia, a także przed powtórzonymi wyborami, 17 czerwca 2020, z udziałem m.in. Rafała Trzaskowskiego (TVP, m.in. w odniesieniu do debaty, została skrytykowana przez OBWE za stronniczość i brak zapewnienia dostępu wyborcom do wyczerpujących informacji). Przed drugą turą wyborów Andrzej Duda nie przyjął zaproszenia na zaplanowaną 2 lipca 2020 debatę zorganizowaną przez TVN24, Onet.pl i Wirtualną Polskę. Przyjął jednak zaproszenie na organizowaną 6 lipca w Końskich przez TVP debatę przypominającą amerykańską formułę „Town Hall”, w której pytania zadają wyłącznie wyborcy. Odpowiadał na pytania w pojedynkę, gdyż jego konkurent Rafał Trzaskowski nie uczestniczył w niej, odpowiadając w tym samym czasie na pytania kilkunastu redakcji podczas Areny Prezydenckiej w Lesznie (na którą z kolei zaproszenia nie przyjął Andrzej Duda).
W drugiej turze głosowania, 12 lipca 2020, został większością głosów wybranym na drugą kadencję uzyskując poparcie 10 440 648 wyborców, co stanowiło 51,03% głosów ważnych, podczas gdy jego konkurent Rafał Trzaskowski zdobył ich 10 018 263 (tj. 48,97% głosów).

### Prezydent Rzeczypospolitej Polskiej

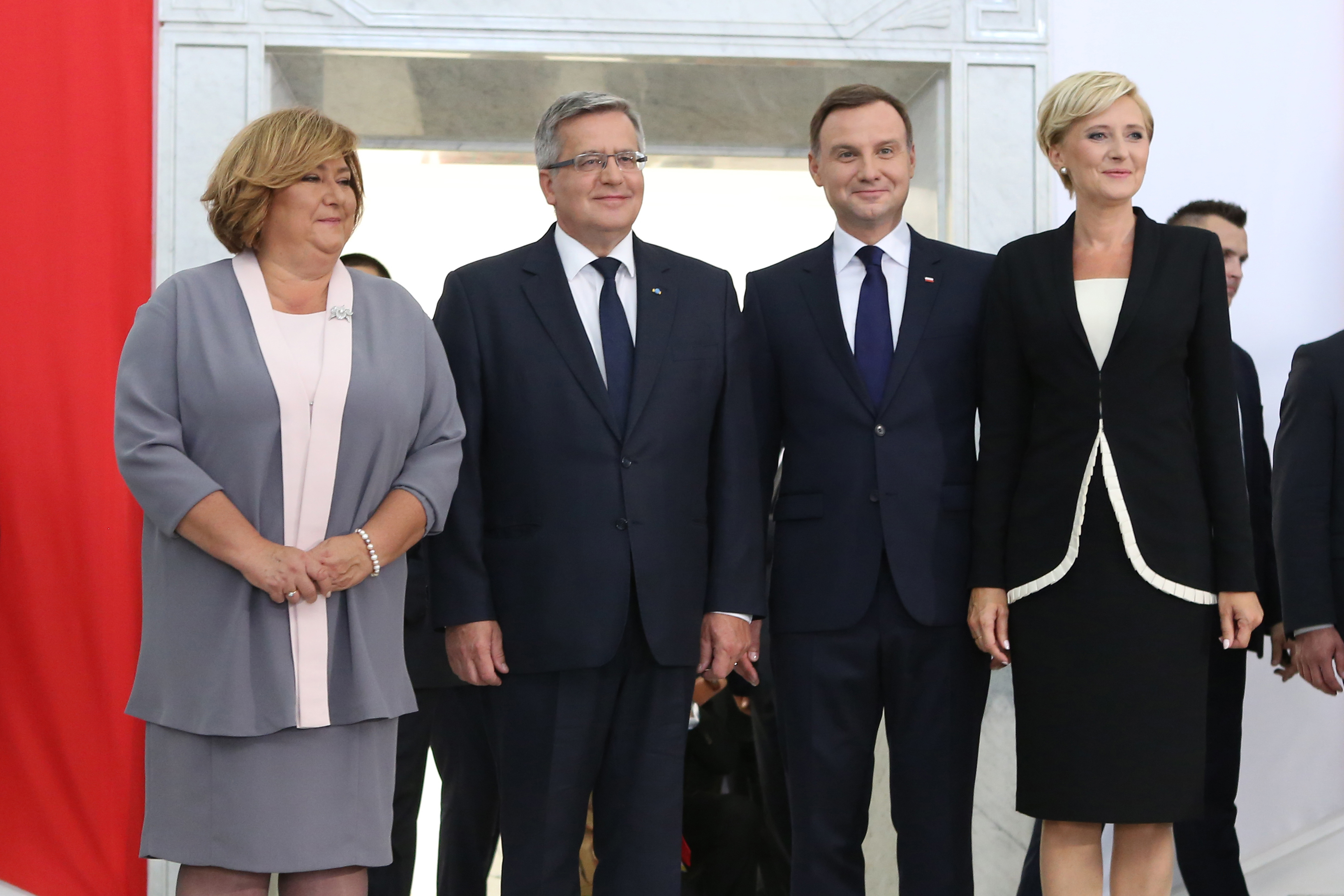
Para prezydencka z Anną i Bronisławem Komorowskimi w Sejmie po zakończeniu obrad Zgromadzenia Narodowego (6 sierpnia 2015)

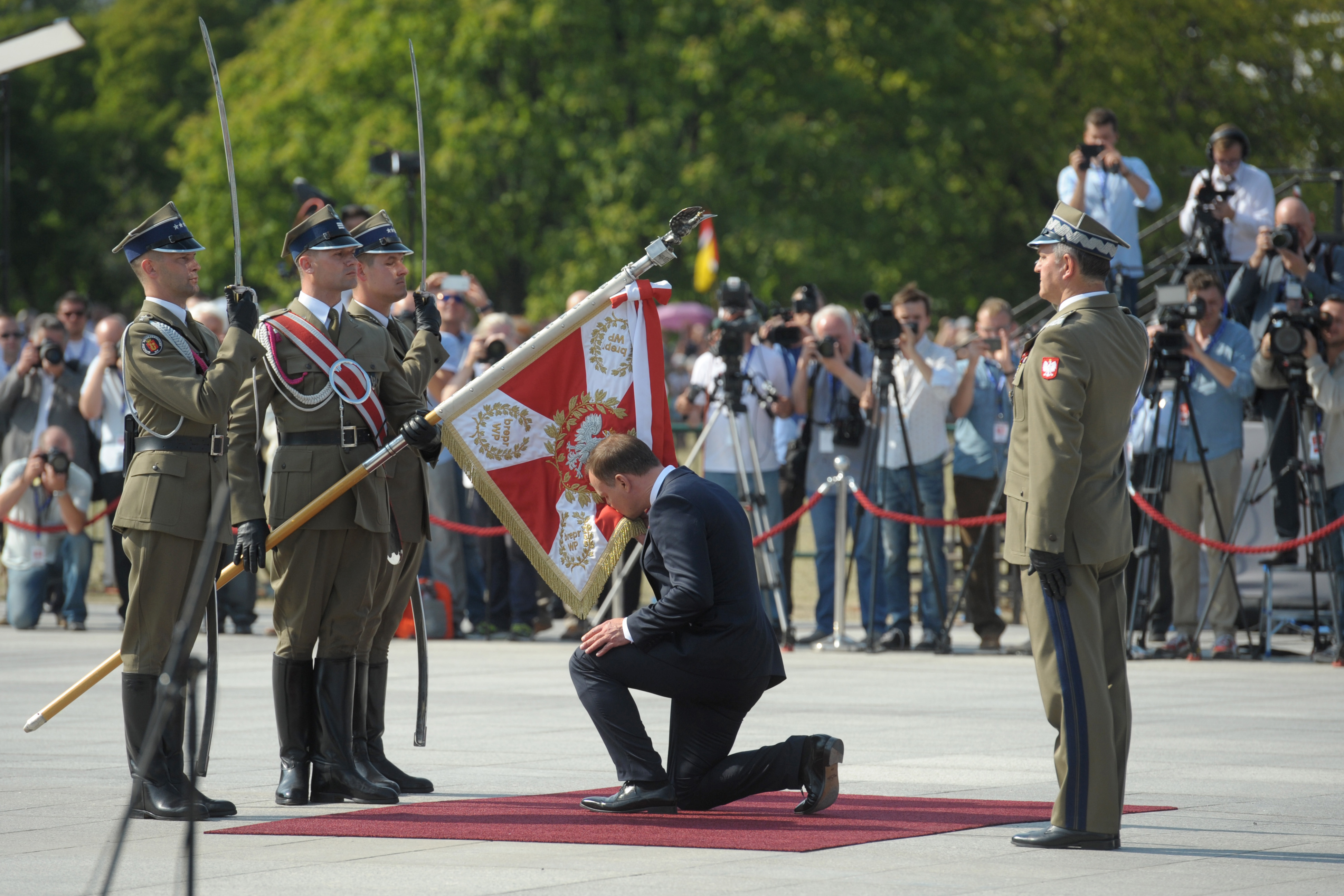
Andrzej Duda obejmujący zwierzchnictwo nad Siłami Zbrojnymi RP (6 sierpnia 2015)

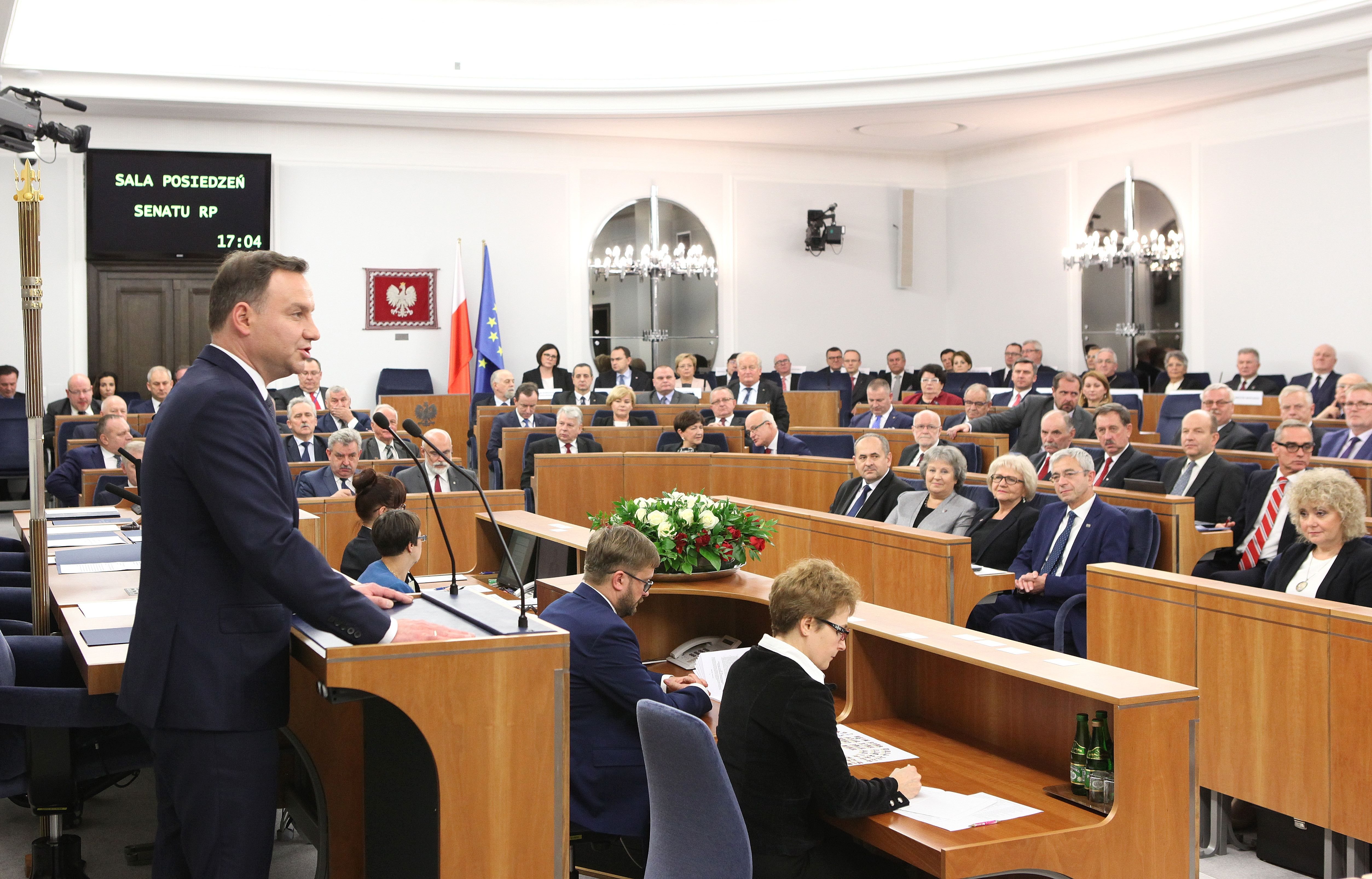
Podczas 1. posiedzenia Senatu IX kadencji (12 listopada 2015)

Pierwsza, trwająca pięć lat, kadencja prezydencka Andrzeja Dudy rozpoczęła się 6 sierpnia 2015 z chwilą złożenia przysięgi przed Zgromadzeniem Narodowym. Tego samego dnia Andrzej Duda przyjął zwierzchnictwo nad Siłami Zbrojnymi RP. Po uzyskaniu reelekcji, 6 sierpnia 2020 dokonał zaprzysiężenia na kolejną kadencję przed Zgromadzeniem Narodowym. Uroczystość ta została zbojkotowana przez część członków Zgromadzenia i zaproszonych gości, ze względu na ich krytyczny stosunek wobec przebiegu wyborów i dotychczasowej prezydentury Andrzeja Dudy. Jest drugim, po Aleksandrze Kwaśniewskim, prezydentem w III RP obejmującym urząd na drugą kadencję. Jego druga kadencja dobiegła końca 6 sierpnia 2025, zakończył pełnienie urzędu z chwilą złożenia przysięgi przez Karola Nawrockiego.

#### Polityka krajowa

##### Kancelaria Prezydenta RP
Andrzej Duda powołał czterech Szefów Kancelarii Prezydenta RP:
- Małgorzatę Sadurską (od 2015 do 2017)[100],
- Halinę Szymańską (od 2017 do 2020)[101],
- Grażynę Ignaczak-Bandych (od 2020 do 2024)[102],
- Małgorzatę Paprocką (od 2024 do 2025)[103].

##### Nominacje i powołania

###### Rada Ministrów
Podczas sprawowania urzędu Andrzej Duda czterokrotnie desygnował prezesów Rady Ministrów, oraz powołał pierwszą, pod rządami obecnej Konstytucji, Radę Ministrów wyłonioną w ramach tzw. drugiego kroku konstytucyjnego przez Sejm. W okresie swojej prezydentury powołał i przyjął przysięgę:
- 16 listopada 2015 od rządu Beaty Szydło[104],
- 11 grudnia 2017 od pierwszego rządu Mateusza Morawieckiego[105].
- 15 listopada 2019 od drugiego rządu Mateusza Morawieckiego[106].
- 27 listopada 2023 od trzeciego rządu Mateusza Morawieckiego[107].
- 13 grudnia 2023 od trzeciego rządu Donalda Tuska[108].

###### Prezesi najwyższych organów władzy sądowniczej
Na stanowisko prezesa Trybunału Konstytucyjnego powołał Julię Przyłębską.
Na stanowisko prezesa Naczelnego Sądu Administracyjnego powołał prof. Marka Zirk-Sadowskiego, a następnie Jacka Chlebnego.
Jako prezydent przedstawił Sejmowi kandydaturę Adama Glapińskiego na prezesa Narodowego Banku Polskiego. W ramach swoich uprawnień 13 września 2016 powołał do Krajowej Rady Radiofonii i Telewizji Andrzeja Sabatowskiego i Janusza Kaweckiego.
Na stanowisko I Prezesa Sądu Najwyższego powołał dr hab. Małgorzatę Manowską.

###### Wybrane nominacje i powołania
- 12 listopada 2015 przyjął dymisję rządu Ewy Kopacz[114], a następnego dnia desygnował Beatę Szydło na prezesa Rady Ministrów, zaś 16 listopada 2015 dokonał zaprzysiężenia rządu Beaty Szydło[115].
- 1 grudnia 2015 na wniosek prezesa Rady Ministrów powołał na stanowisko ministra energii Krzysztofa Tchórzewskiego[116].
- 19 lipca 2016 na wniosek Prezesa Narodowego Banku Polskiego powołał Andrzeja Kazimierczaka na członka zarządu Narodowego Banku Polskiego[117].
- 26 lipca 2016 powołał Juliusza Brauna i Grzegorza Podżornego do Rady Mediów Narodowych[118].
- W lutym 2016 powołał Łukasza Hardta i Kamila Zubelewicza w skład Rady Polityki Pieniężnej[119].
- W maju 2016 zgłosił kandydaturę Adama Glapińskiego na prezesa Narodowego Banku Polskiego[120], zaaprobowaną następnie przez obie izby parlamentu.
- 21 grudnia 2016 powołał Julię Przyłębską na prezesa Trybunału Konstytucyjnego[121].
- 8 grudnia 2017 przyjął dymisję rządu Beaty Szydło i desygnował Mateusza Morawieckiego na prezesa Rady Ministrów[122], a 11 grudnia dokonał zaprzysiężenia rządu Mateusza Morawieckiego[123].
- 20 czerwca 2018 na wniosek prezesa Rady Ministrów odwołał Krzysztofa Jurgiela ze składu Rady Ministrów z urzędu ministra rolnictwa i rozwoju wsi oraz powołał na to stanowisko Jana Krzysztofa Ardanowskiego[124].
- 29 czerwca 2018 mianował generała dywizji Rajmunda Andrzejczaka na stanowisko Szefa Sztabu Generalnego Wojska Polskiego[125].
- 17 grudnia 2018 dokonał zmiany na stanowisku przedstawiciela prezydenta RP w Komisji Nadzoru Finansowego, odwołując Zdzisława Sokala oraz powołując na jego miejsce Cezarego Kochalskiego[126].
- 1 kwietnia 2019 powołał w skład Państwowej Komisji Wyborczej sędziego Trybunału Konstytucyjnego Grzegorza Jędrejka[127].
- 4 czerwca 2019 na wniosek prezesa Rady Ministrów odwołał ze składu RM: Beatę Szydło, Joachima Brudzińskiego, Teresę Czerwińską, Beatę Kempę, Elżbietę Rafalską i Annę Zalewską, jednocześnie powołując w skład rady ministrów Jacka Sasina, Mariana Banasia, Bożenę Borys-Szopę, Dariusza Piontkowskiego, Elżbietę Witek, Michała Dworczyka oraz Michała Wosia[128].
- 29 lipca 2019 powołał w skład Państwowej Komisji Wyborczej sędziego Trybunału Konstytucyjnego Wojciecha Sycha[129].
- 14 sierpnia 2019 na wniosek prezesa rady ministrów powołał Mariusza Kamińskiego na urząd ministra spraw wewnętrznych i administracji[130].
- 20 września 2019 na wniosek prezesa rady ministrów powołał Jerzego Kwiecińskiego na urząd ministra finansów, inwestycji i rozwoju[131].
- 12 listopada 2019 przyjął dymisję rządu Mateusza Morawieckiego, powierzając mu dalsze sprawowanie obowiązków do czasu powołania nowej Rady Ministrów[132].
- 14 listopada 2019 desygnował Mateusza Morawieckiego na urząd Prezesa Rady Ministrów, powierzając mu misję utworzenia nowego rządu[133].
- 15 listopada 2019 powołał drugi rząd Mateusza Morawieckiego[134].
- 5 grudnia 2019 powołał na stanowisko ministra sportu Danutę Dmowską-Andrzejuk[135].
- 21 grudnia 2019 powołał w skład Rady Polityki Pieniężnej Cezarego Kochalskiego[136].
- 8 stycznia 2020 wręczył akt mianowania na ponowną kadencję na stanowisku dowódcy Wojsk Obrony Terytorialnej gen. dyw. Wiesławowi Kukule[137].

##### Rada Gabinetowa
Posiedzenia Rady Gabinetowej zwołane przez prezydenta Andrzeja Dudę:
- 7 stycznia 2020 – poświęcona polityce międzynarodowej, reakcji rządu na wydarzenia na Bliskim Wschodzie ze stycznia 2020 oraz planom obchodów 75-lecia wyzwolenia niemieckiego obozu Auschwitz-Birkenau[138][139].
- 13 lutego 2024 – poświęcona planowanym inwestycjom oraz dalszym działaniom nowego koalicyjnego rządu w zakresie strategicznej infrastruktury transportowej, gospodarczej i bezpieczeństwa militarnego RP (tj. Centralny Port Komunikacyjny, przekształcenie obecnej energetyki w niskoemisyjną (budowa elektrowni atomowych, farm wiatrowych offshore), rozwój portów morskich oraz infrastruktury drogowej i kolejowej[140].

##### Rada Bezpieczeństwa Narodowego
Posiedzenia Rady Bezpieczeństwa Narodowego zwołane przez prezydenta Andrzeja Dudę:
- 9 marca 2016 – inauguracyjne, poświęcone aktualnym problemom związanym z bezpieczeństwem kraju[141];
- 7 czerwca 2016 – poświęcone szczytowi NATO, który odbył się w dniach 8–9 lipca w Warszawie[142];
- 10 marca 2020 – poświęcone szerzeniu się zakażeń wirusem SARS-CoV-2[143];
- 23 marca 2020 – poświęcone projektowi „tarczy antykryzysowej”, mającej ograniczyć gospodarcze reperkusje pandemii COVID-19[144];
- 28 stycznia 2022 – poświęcone sytuacji związanej z groźbą rosyjskiej inwazji na Ukrainę[145];
- 2 marca 2022 – poświęcone rosyjskiej inwazji na Ukrainę[146];
- 28 marca 2022 – poświęcone sytuacji na Ukrainie, rosnącej liczbie uchodźców, wizycie prezydenta USA Joego Bidena oraz nadzwyczajnemu szczytowi NATO[147];
- 4 lipca 2022 – poświęcone omówieniu postanowień szczytu NATO w Madrycie[148];
- 16 listopada 2022 – poświęcone eksplozji w Przewodowie[149];
- 24 lutego 2023 – poświęcone sytuacji bezpieczeństwa w regionie w kontekście m.in. wizyty prezydenta Joego Bidena i szczytu B9[150].

#### Polityka zagraniczna

##### Trójmorze
Polska
     7 lub więcej wizyt
     6 wizyt
     5 wizyt
     4 wizyty
     3 wizyty
     2 wizyty
     1 wizyta

Mapa z oficjalnymi prezydenckimi podróżami zagranicznymi Andrzeja Dudy.
Polska
7 lub więcej wizyt
6 wizyt
5 wizyt
4 wizyty
3 wizyty
2 wizyty
1 wizyta

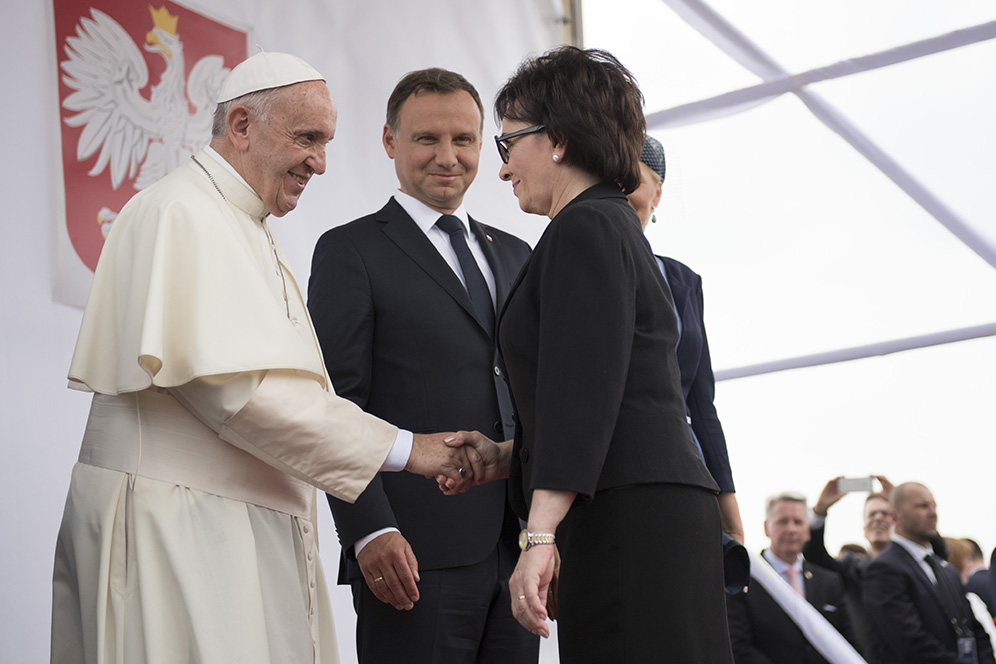
prezydent RP Andrzej Duda wraz z minister Elżbietą Witek podczas wizyty papieża Franciszka na Światowych Dniach Młodzieży w Krakowie (2016)

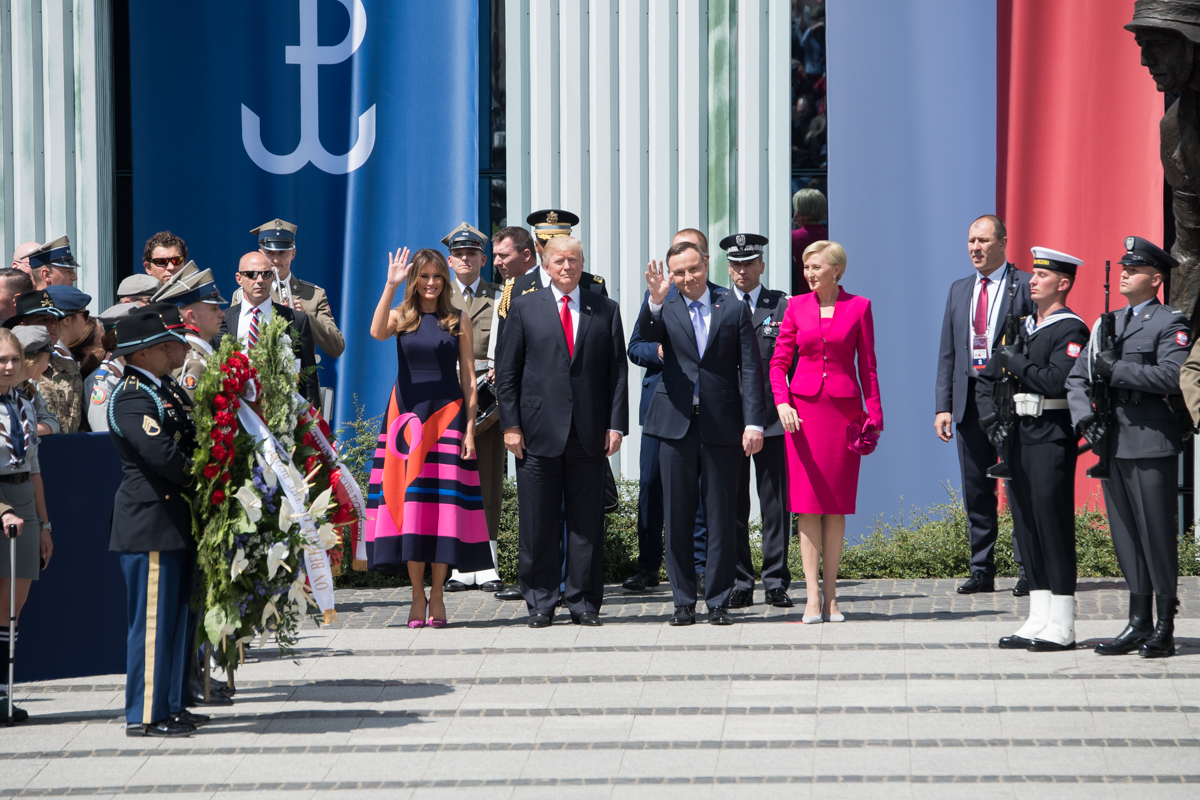
Od lewej: pierwsza dama Stanów Zjednoczonych Melania Trump, prezydent Stanów Zjednoczonych Donald Trump, prezydent RP Andrzej Duda, pierwsza dama RP Agata Kornhauser-Duda na placu Krasińskich w Warszawie (6 lipca 2017)

Prezydenci Polski Andrzej Duda oraz Chorwacji Kolinda Grabar-Kitarović zainaugurowali spotkanie 12 państw Unii Europejskiej (Austria, Bułgaria, Chorwacja, Czechy, Estonia, Litwa, Łotwa, Polska, Słowacja, Słowenia, Węgry, Rumunia) położonych między Adriatykiem, Bałtykiem i Morzem Czarnym w trakcie odbywającego się Nowym Jorku Zgromadzenia Narodowego ONZ w 2015.

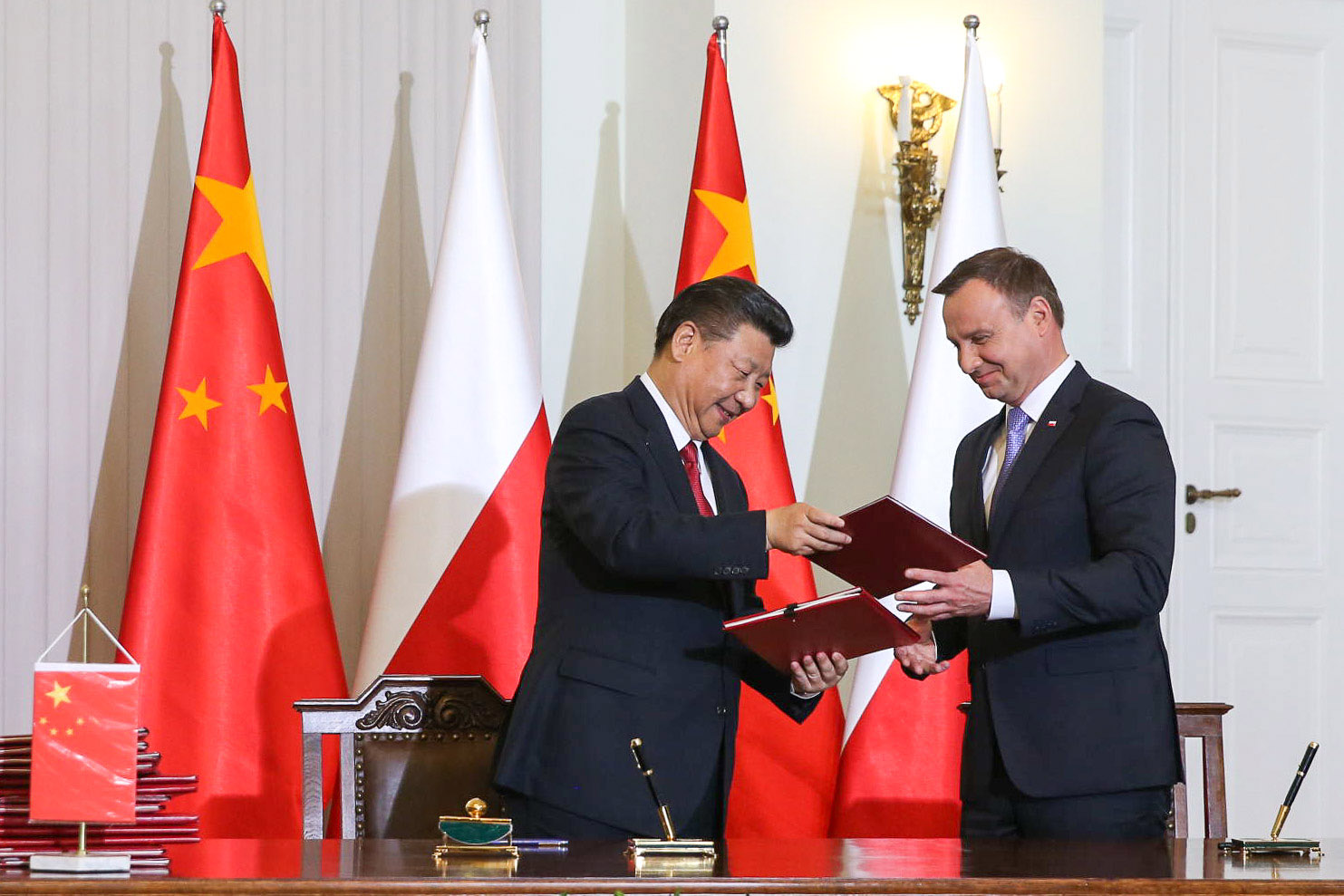
Podpisanie przez przywódców Polski i Chin wspólnego oświadczenia ws. ustanowienia wszechstronnego strategicznego partnerstwa (20 czerwca 2016)

Wyrażono wówczas wolę pogłębiania kooperacji, która przyczyniłaby się do poprawy inwestycji infrastrukturalnych na historycznie zaniedbywanej linii Północ-Południe oraz zwiększyła relacje biznesowe w regionie. Prezydenci wskazali, że inicjatywa nie będzie tworzyć nowych struktur, a jej charakter będzie nieformalny. Uznano, że Trójmorze będzie nowym instrumentem wykorzystywania efektu synergii już istniejących formatów współpracy regionalnej (takich jak np. Grupa Wyszehradzka).
W następnych latach odbyło się siedem Szczytów Inicjatywy Trójmorza (2016 – Dubrownik, 2017 – Warszawa, 2018 – Bukareszt, 2019 – Lublana, 2020 – Tallin, 2021 – Sofia, 2022 – Ryga), a w 2023 planowana jest organizacja VIII Szczytu Trójmorza w Rumunii. W toku prac formatu trójmorskiego wypracowano kilka kluczowych zasad działania 3SI. Podtrzymano założenie, że Trójmorze jest nieformalnym forum prezydenckim, które stanowi wsparcie dla intensyfikacji współpracy biznesowej oraz lepszej integracji infrastrukturalnej w zakresie transportu, energetyki i cyfryzacji.

##### Rada Bezpieczeństwa ONZ

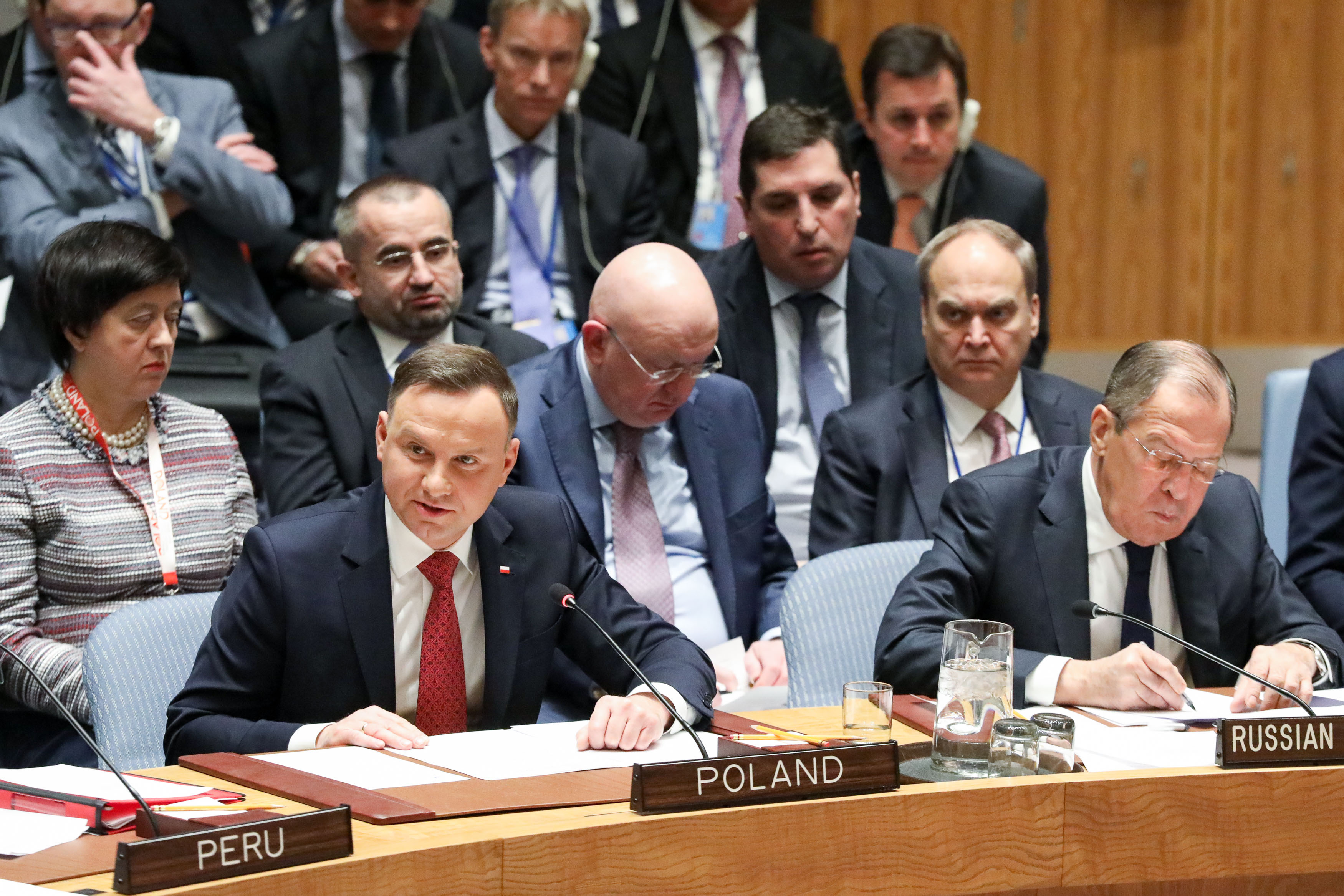
Wystąpienie Prezydenta RP podczas posiedzenia Rady Bezpieczeństwa ONZ w Nowym Jorku (18 stycznia 2018)

Prezydent RP prowadził kampanię na rzecz niestałego członkostwa RP w Radzie Bezpieczeństwa Narodów Zjednoczonych w latach 2018–2019. W jej ramach m.in. jako pierwszy polski prezydent wystąpił na forum Unii Afrykańskiej. Efektem tych starań było jednomyślne poparcie dla Polski w głosowaniu na niestałego członka Rady (190 państw ONZ poparło polską kandydaturę przy braku głosu przeciw).
Ważnym akcentem kampanii na rzecz członkostwa w RB ONZ były kwestie związane z ochroną suwerenności i integralności terytorialnej państw. Prezydent Andrzej Duda stwierdzał, że „wolność jest synonimem pokoju. Zniewolenie zaś jest źródłem wojny”. Przywoływał przykłady Ukrainy i Gruzji jako państw, które od wielu lat są zmuszone do funkcjonowania w okolicznościach łamania prawa międzynarodowego przez państwo-agresora. W swoich wystąpieniach polski przywódca odnosił się także do mechanizmów nieproliferacji broni masowego rażenia, kontroli zbrojeń, metod pokojowego rozwiązywania sporów, działań przeciw naruszeniom prawa międzynarodowego oraz sposobów pociągnięcia do odpowiedzialności sprawców przestępstw w świetle prawa międzynarodowego.
Na 73. Sesji Zgromadzenia Ogólnego ONZ Andrzej Duda pogłębił koncepcję „pokoju przez prawo międzynarodowe”, uzupełniając ją o pojęcie „pozytywnego multilateralizmu”. Prezydent RP zdefiniował go, jako proces budowy rzeczywistej wspólnoty międzynarodowej opartej przede wszystkim na poszanowaniu suwerennej równości państw, nie zaś na wąskiej grupie najpotężniejszych graczy tworzących tzw. „koncert mocarstw”.

##### Stosunki polsko-amerykańskie

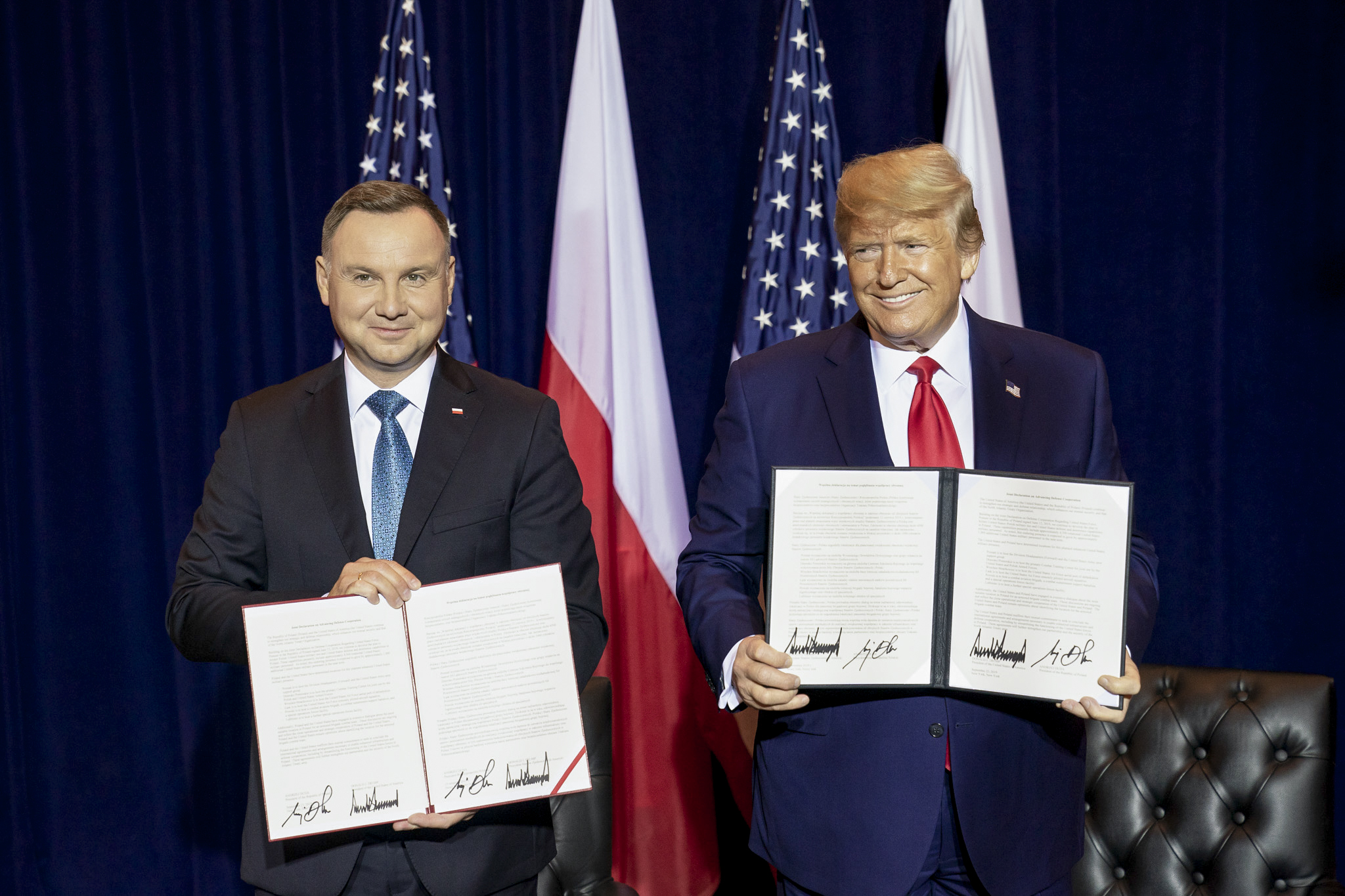
Prezydenci: Prezydent Andrzej Duda i prezydent USA Donald Trump po podpisaniu wspólnej Deklaracji dotyczącej pogłębienia współpracy obronnej, Nowy Jork, USA (23 września 2019)

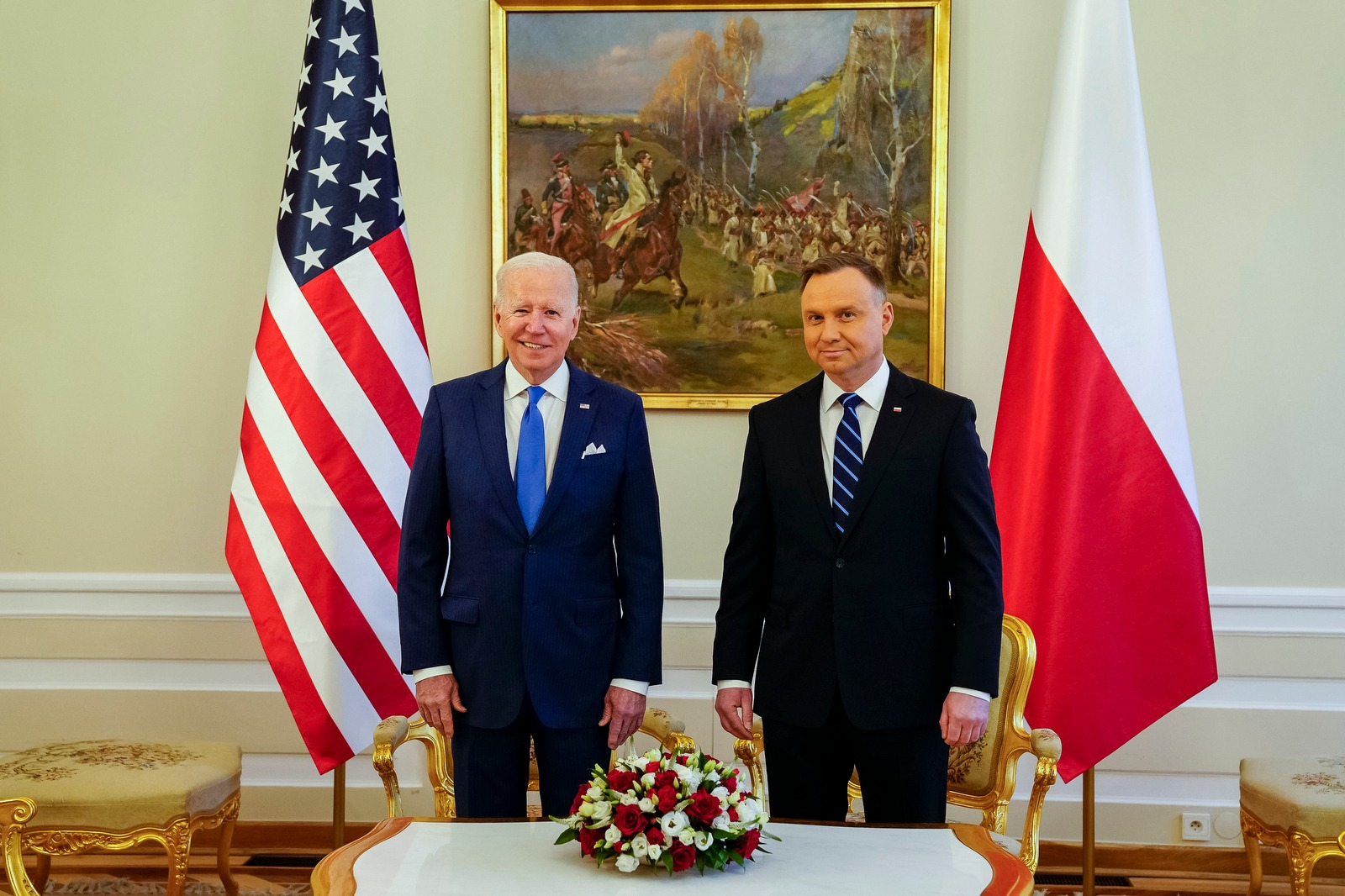
Prezydent USA Joe Biden z prezydentem Polski Andrzejem Dudą, Warszawa, 26 marca 2022 roku

Po objęciu prezydentury przez Andrzeja Dudę zintensyfikowano relacje polsko-amerykańskie, zwiększając częstotliwość spotkań prezydentów obu państw.
Istotnym wydarzeniem otwierającym nowy rozdział we współpracy Warszawy i Waszyngtonu była wizyta prezydenta Donalda Trumpa w Warszawie 6 lipca 2017 przy okazji Szczytu Inicjatywy Trójmorza. Polska i Stany Zjednoczone zawarły również porozumienia dotyczące gazu oraz wzmocniły współpracę w obszarze bezpieczeństwa i obronności. Prezydenci RP i USA, podczas wizyty oficjalnej prezydenta Dudy w Waszyngtonie w 2018, podpisali wspólną deklarację o polsko-amerykańskim partnerstwie strategicznym. Zobowiązanie wzmocnienia militarnej obecności USA w regionie zostało zrealizowane decyzjami, które podjęto podczas wizyty prezydenta RP w Waszyngtonie w 2019. Podpisano wówczas wspólną deklarację prezydentów dotyczącą m.in. obecności wojsk amerykańskich w Polsce. Jej postanowienia doprecyzowała kolejna deklaracja, podpisana przez prezydentów 23 września 2019 w Nowym Jorku.

##### Stosunki polsko-ukraińskie

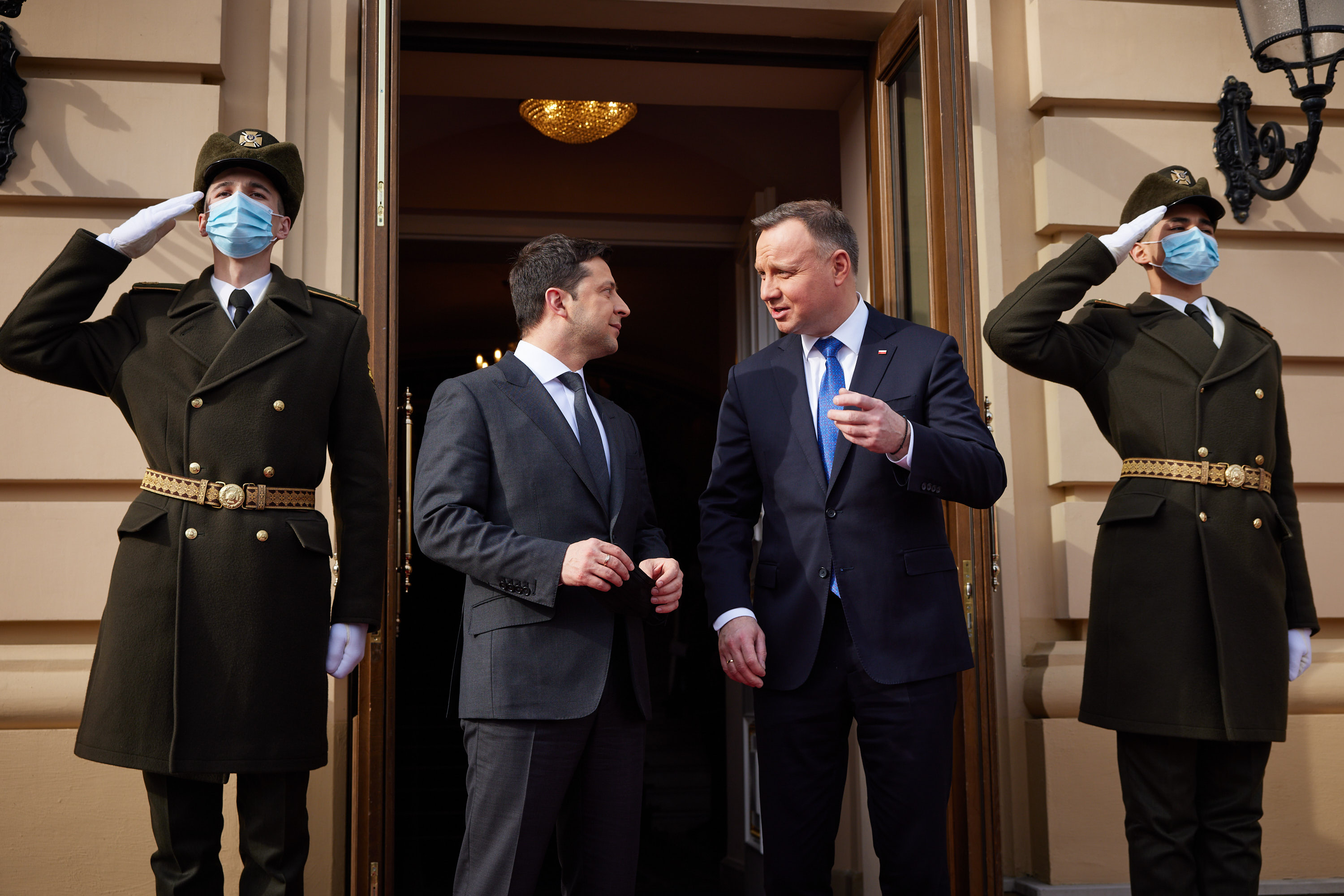
Prezydent Ukrainy Wołodymyr Zełeński z prezydentem Polski Andrzejem Dudą w Kijowie, w przeddzień inwazji Rosji na Ukrainę w 2022 roku

W kwestiach historycznych, mających istotne znaczenie w relacjach Polski z Ukrainą, prezydent Andrzej Duda w trakcie licznych rozmów z prezydentem Petrem Poroszenką zabiegał m.in. o zniesienie zakazu ekshumacji polskich ofiar zamordowanych na Wołyniu. W 75. rocznicę rzezi wołyńskiej uczcił pamięć ofiar tej zbrodni, składając wieniec w miejscu nieistniejącej już polskiej wsi Pokuta.
Równolegle prezydent Andrzej Duda podkreślał, że Polska wspiera niepodległość, suwerenność i integralność terytorialną Ukrainy. Na forach międzynarodowych i w rozmowach dwustronnych akcentował konieczność powrotu do przestrzegania prawa międzynarodowego przez Rosję, nielegalnie okupującą tereny ukraińskie. Zwracał uwagę, że konflikt zbrojny na Ukrainie powinien być rozwiązywany również z udziałem państw najbliższego regionu, które bezpośrednio odczuwają zagrożenie rosnącą militaryzacją Rosji (np. obwód królewiecki). W zakresie polityki zagranicznej i bezpieczeństwa popierał euroatlantyckie aspiracje Kijowa: „Polska (…), jest i wierzę w to, że będzie trwała przy Ukrainie, wspierając i europejskie dążenia Ukrainy, i transatlantyckie dążenia Ukrainy”.
Po rozpoczęciu w 2022 rosyjskiej inwazji trzykrotnie odwiedził Ukrainę, osobiście spotykając się z prezydentem Wołodymyrem Zełenskim: 13 kwietnia (wspólnie z prezydentami Litwy, Łotwy i Estonii, jako pierwsi prezydenci, którzy złożyli wizytę w Kijowie od początku inwazji), 21–22 maja (kiedy jako pierwsza głowa obcego państwa wygłosił przemówienie na forum Rady Najwyższej) oraz 23 sierpnia.

#### Polityka bezpieczeństwa

##### Wschodnia flanka NATO
Jednym z głównych instrumentów realizacji polityki bezpieczeństwa prezydenta Andrzeja Dudy stał się format spotkań prezydentów państw tzw. Bukareszteńskiej Dziewiątki (B9). Spotkania B9 stanowiły m.in. istotny element przygotowań tego regionu Europy do Szczytu Sojuszu Północnoatlantyckiego, który odbył się w Warszawie w lipcu 2016.

##### Szczyt NATO w Warszawie 2016

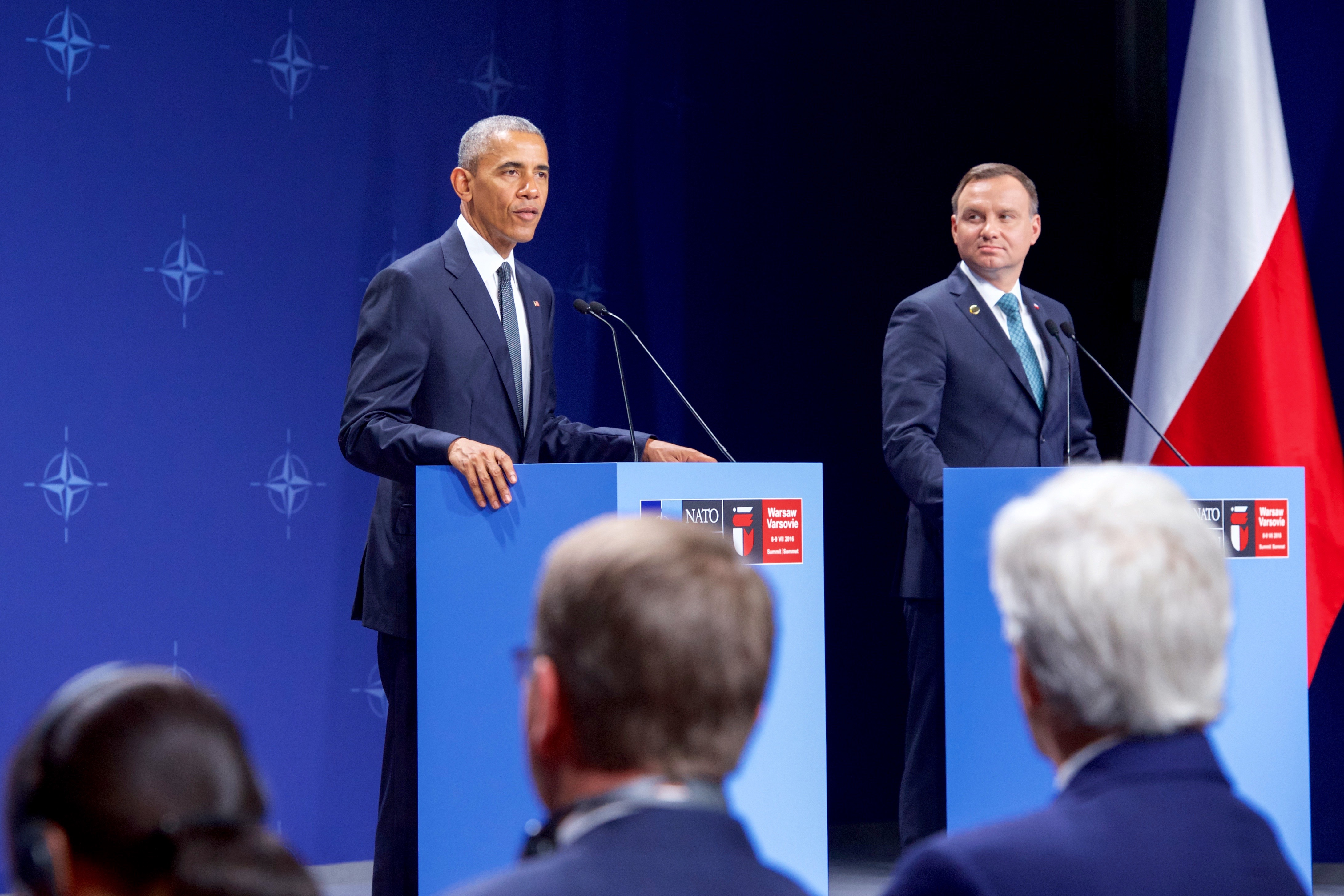
Na konferencji prasowej z Barackiem Obamą podczas szczytu NATO w Warszawie (8 lipca 2016)

W lipcu 2016 Andrzej Duda był gospodarzem szczytu NATO w Warszawie, którego organizację przyznano Polsce w 2014, oraz przewodniczył części spotkań formalnych szczytu. W trakcie licznych wizyt stanowiących przygotowania do tego szczytu podkreślał, że jego celem jest wzmocnienie bezpieczeństwa całego Sojuszu, wzrost jego zdolności adaptacyjnych oraz możliwości odstraszania. Podkreślał konieczność gwarantowania bezpieczeństwa wszystkich członków NATO bez względu na ich położenie geograficzne, zabiegał również o zwiększenie zdolności obronnych Europy Środkowo-Wschodniej, znajdującej się najbliżej rosyjskiego zagrożenia.

#### Polityka historyczna

##### Obchody 100-lecia odzyskania przez Polskę niepodległości (2018)

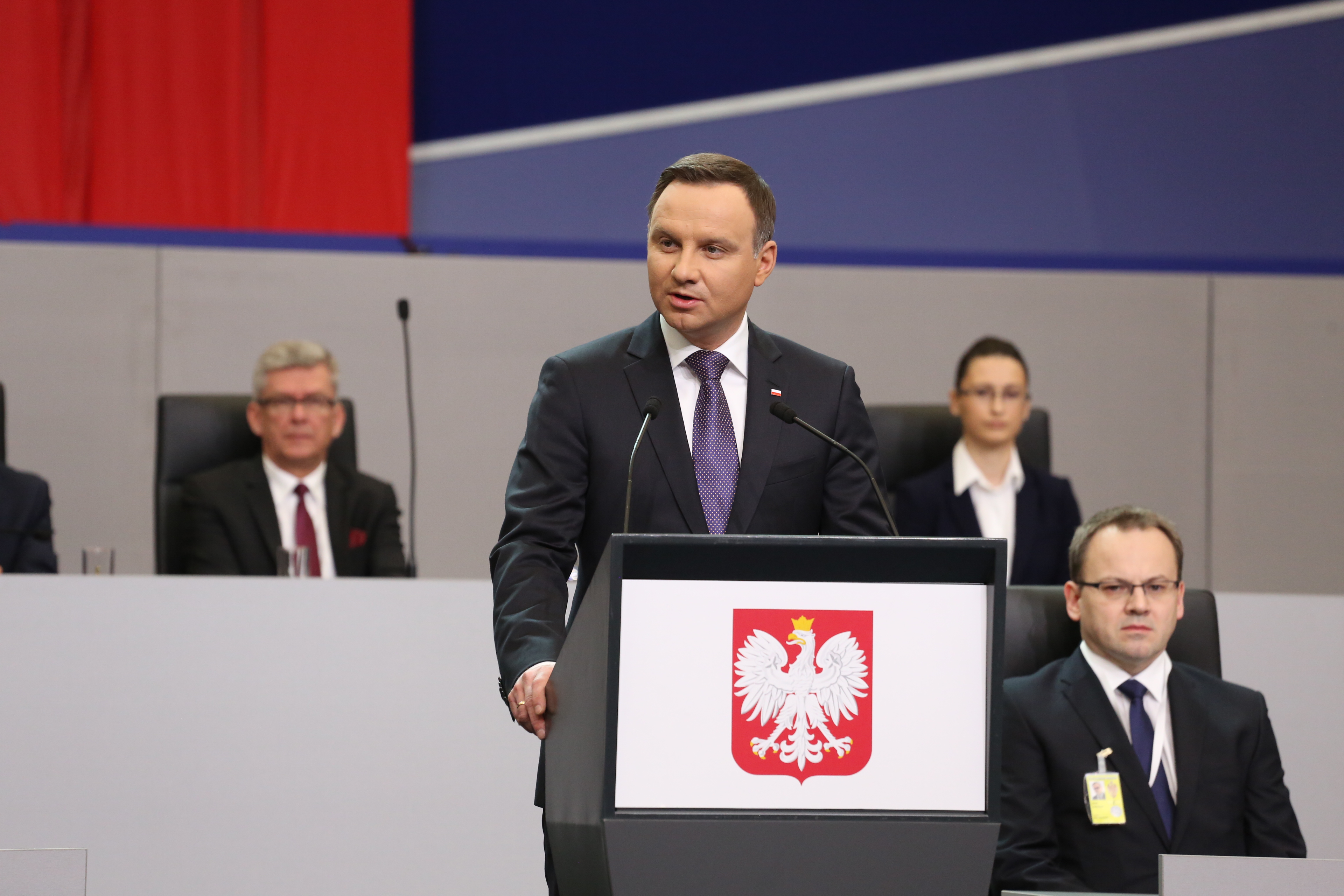
Prezydent RP Andrzej Duda wygłasza orędzie podczas Zgromadzenia Narodowego w Poznaniu z okazji 1050. rocznicy chrztu Polski

Podczas obchodów Narodowego Święta Niepodległości 11 listopada 2016 Andrzej Duda zaapelował o wspólne przygotowanie i świętowanie obchodów 100-lecia odzyskania niepodległości przez Polskę w 2018. Pełnomocnikiem prezydenta RP do spraw narodowych obchodów setnej rocznicy odzyskania niepodległości Rzeczypospolitej Polskiej został minister Wojciech Kolarski.
27 kwietnia 2017 prezydent Andrzej Duda podpisał ustawę o obchodach 100-lecia niepodległości Polski. Celem ustawy było określenie ram organizacyjnych, które pozwolą na przygotowanie Narodowych Obchodów Setnej Rocznicy Odzyskania Niepodległości Rzeczypospolitej Polskiej, odbywających się w latach 2017–2021 oraz powołanie Komitetu Narodowych Obchodów Setnej Rocznicy Odzyskania Niepodległości RP, złożonego m.in. z prezydenta, marszałka Sejmu, marszałka Senatu i prezesa Rady Ministrów, przedstawicieli organizacji kombatanckich, środowisk naukowych i kulturalnych, partii politycznych czy przedstawicieli organizacji społecznych i osób szczególnie zasłużonych dla Państwa Polskiego.

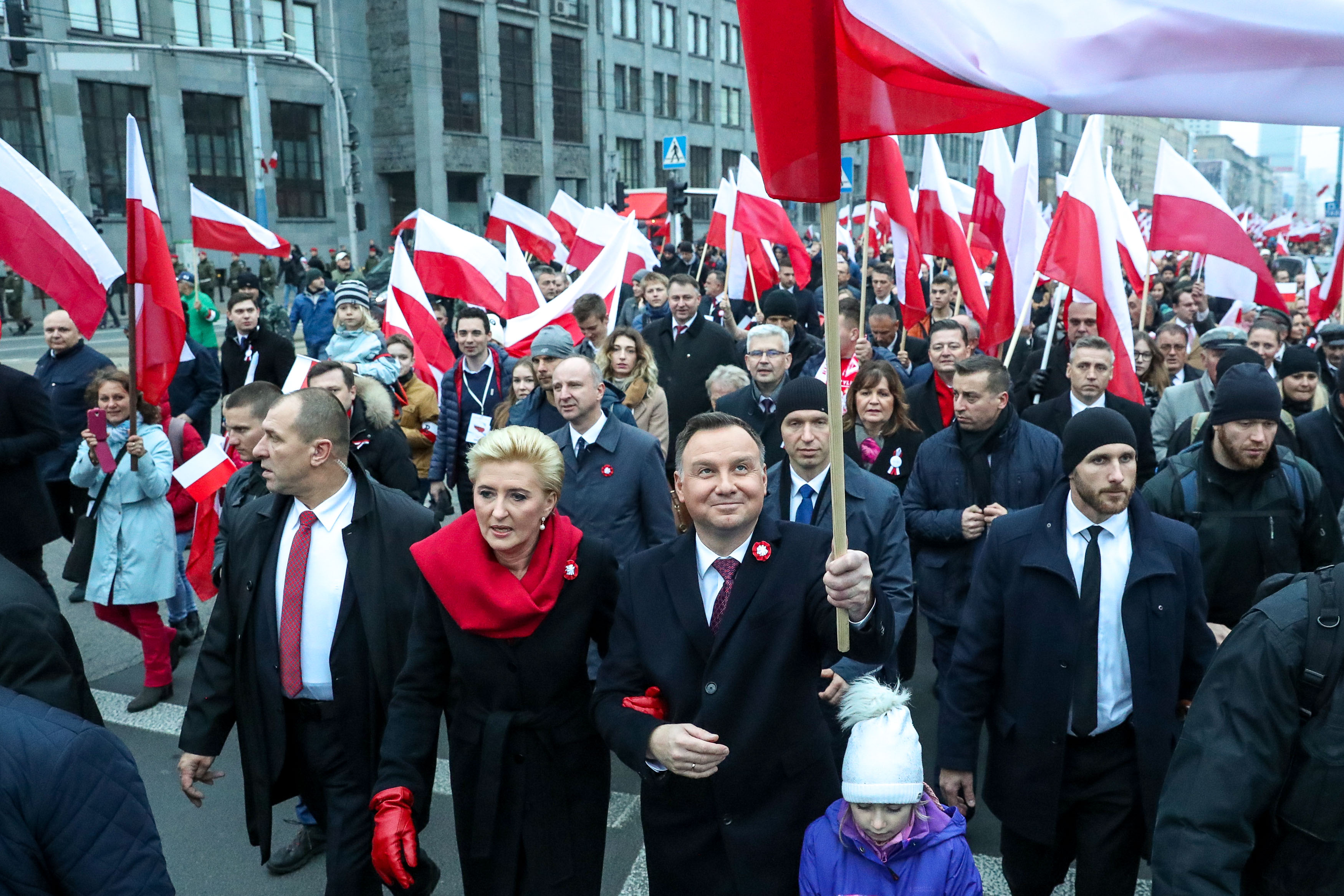
Andrzej Duda wraz z małżonką podczas marszu w 100. rocznicę odzyskania niepodległości Rzeczypospolitej Polskiej, Marsz „Dla Ciebie Polsko”

Na wniosek prezydenta RP zwołano Zgromadzenie Narodowe na 5 grudnia 2017 z okazji 150. rocznicy urodzin marszałka Józefa Piłsudskiego, co stanowiło inaugurację obchodów 100-lecia odzyskania niepodległości przez Polskę. W orędziu wygłoszonym przed obiema izbami parlamentu tego dnia prezydent zainaugurował obchody tego jubileuszu. W dniu jubileuszowej rocznicy odzyskania niepodległości 11 listopada 2018 prezydent stanął na czele wspólnego marszu ze środowiskami narodowymi, organizującymi od 2010 na dużą skalę Marsz Niepodległości.
Prezydent RP Andrzej Duda ustanowił w 2018 Medal Stulecia Odzyskanej Niepodległości, będący nagrodą przyznawaną na pamiątkę stulecia odrodzenia państwa polskiego obywatelom polskim, którzy od czasu odzyskania przez nie niepodległości w 1918 przyczyniali się do budowania i wzmacniania suwerenności, niepodległości, tożsamości i materialnej pomyślności Polski. Medal miał być odznaczeniem o charakterze pamiątkowym, nadawanym w okresie trwania Narodowych Obchodów Setnej Rocznicy Odzyskania Niepodległości Rzeczypospolitej Polskiej w latach 2018–2021, w 2019 z inicjatywy ustawodawczej Prezydenta, wydłużono okres działania Komitetu Narodowych Obchodów Setnej Rocznicy Odzyskania Niepodległości Rzeczypospolitej Polskiej oraz czas nadawania Medalu Stulecia Odzyskanej Niepodległości o kolejny rok, tj. do 2022 r., a więc momentu, w którym odbędą się uroczystości stulecia przyłączenia Górnego Śląska do Polski.

##### Narodowy Dzień Pamięci Polaków ratujących Żydów pod okupacją niemiecką

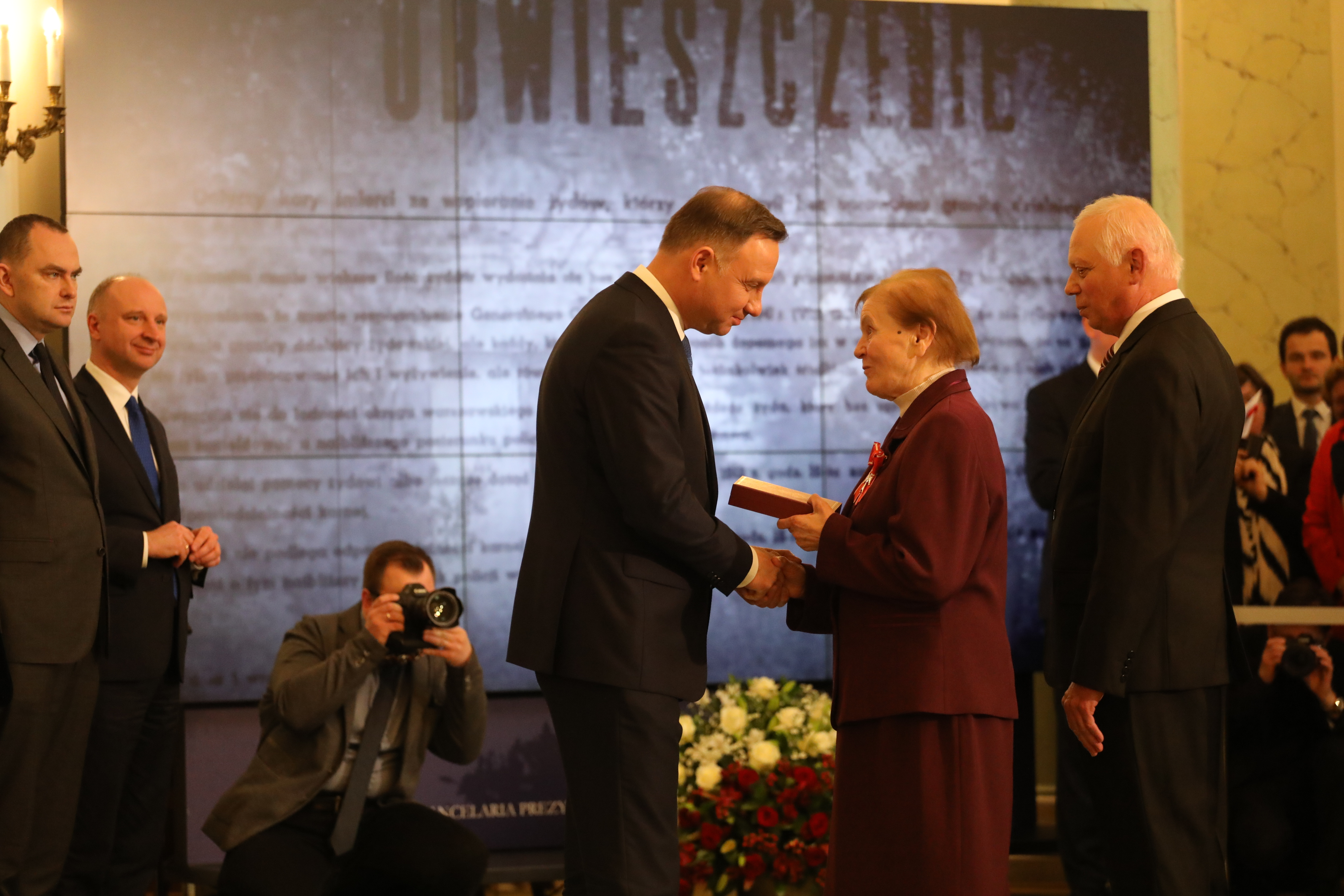
Prezydent Andrzej Duda wręcza odznaczenia Polakom ratującym Żydów podczas II wojny światowej (25 marca 2019)

Z inicjatywy prezydenta Andrzeja Dudy parlament przyjął ustawę o Narodowym Dniu Pamięci Polaków ratujących Żydów podczas II wojny światowej, który wyznaczono na 24 marca. 17 marca 2016 prezydent Andrzej Duda otworzył Muzeum Polaków Ratujących Żydów podczas II wojny światowej im. Rodziny Ulmów w Markowej, które powstało z inicjatywy władz lokalnych i społeczności Podkarpacia.

#### Polityka społeczna

##### Nagroda „Dla dobra wspólnego”
Nagroda Prezydenta Rzeczypospolitej Polskiej „Dla Dobra Wspólnego” została ustanowiona z inicjatywy prezydenta Andrzeja Dudy w 2016. Do jej założeń należy promocja postaw, działań i projektów obywatelskich na rzecz dobra wspólnego. Ma honorować szczególnie zaangażowane osoby, organizacje pozarządowe i wartościowe przedsięwzięcia społeczne.

##### Akcje charytatywne wspierane przez parę prezydencką
Para prezydencka angażuje się w liczne akcje charytatywne. Rokrocznie przygotowuje szkolne wyprawki dla dzieci w ramach akcji „Tornister pełen uśmiechów” oraz paczki z darami dla potrzebujących w ramach Świątecznej Zbiórki Żywności i „Szlachetnej Paczki”. Przed świętami Bożego Narodzenia wspiera Wigilijne Dzieło Pomocy Dzieciom organizowane przez Caritas Polska. Włącza się także między innymi w Wielką Orkiestrę Świątecznej Pomocy. W 2019 w Brańszczyku Andrzej Duda z małżonką dołączyli do zainaugurowanej przez Zgromadzenie Zakonne Małe Dzieło Boskiej Opatrzności – Orioniści Prowincja Polska akcji charytatywnej „Pomagam z Radością”.
Corocznie przed świętami Bożego Narodzenia, wspólnie z bankami żywności, Andrzej Duda i Agata Kornhauser-Duda przygotowują paczki dla osób znajdujących się w trudnej sytuacji życiowej. W 2019 para prezydencka objęła patronat honorowy nad galą inaugurującą 23. Świąteczną Zbiórkę Żywności.

#### Kontrowersje podczas prezydentury

##### Kryzys wokół Trybunału Konstytucyjnego (2015)
Andrzej Duda nie odebrał ślubowania od żadnej z pięciu osób wybranych przez Sejm VII kadencji na sędziów Trybunału Konstytucyjnego, m.in. w odniesieniu do trzech spośród tych osób wybranych na kadencję od 7 listopada 2015, co do których Trybunał Konstytucyjny orzekł o zgodności z Konstytucją RP przepisu ustawy stanowiącego podstawę ich wyboru. Natomiast 3 i 9 grudnia 2015 prezydent odebrał ślubowanie od pięciu osób, co do których Sejm VIII kadencji podjął uchwały o ich wyborze do Trybunału Konstytucyjnego na te same stanowiska. 28 grudnia 2015 podpisał ustawę z dnia 22 grudnia 2015 o zmianie ustawy o Trybunale Konstytucyjnym, która w opinii m.in. Krajowej Rady Sądownictwa, prokuratora generalnego Andrzeja Seremeta i rzecznika praw obywatelskich Adama Bodnara w sposób istotny naruszała Konstytucję RP.
Działania prezydenta Andrzeja Dudy w zakresie Trybunału Konstytucyjnego krytykowali prawnicy należący do środowiska akademickiego, w opinii których stawiały one pod znakiem zapytania istnienie niezależnego TK, przyczyniły się do naruszenia ładu konstytucyjnego w Polsce lub wręcz do „przekreślenia statusu Rzeczypospolitej Polskiej jako państwa prawa”. Te opinie podzielili m.in. profesorowie Adam Strzembosz, Andrzej Zoll, Marek Safjan, Jerzy Stępień, Ewa Łętowska, Bohdan Zdziennicki, Stanisław Waltoś, Tomasz Gizbert-Studnicki, Jerzy Stelmach, Jan Zimmermann, Fryderyk Zoll, Jan Woleński, Ryszard Piotrowski, Wojciech Sadurski i Marek Chmaj.

##### Ułaskawienie Mariusza Kamińskiego (2015)
16 listopada 2015, powołując się na art. 139 Konstytucji RP, ułaskawił byłego szefa Centralnego Biura Antykorupcyjnego Mariusza Kamińskiego (posła i wiceprezesa PiS, powołanego w tym dniu na ministra – koordynatora służb specjalnych) i trzech funkcjonariuszy CBA skazanych przez sąd I instancji za działania śledcze w tzw. aferze gruntowej. Było to pierwsze w historii ułaskawienie przez prezydenta osób, wobec których nie zapadł jeszcze prawomocny wyrok.
W opinii części prawników (m.in. Jana Zimmermanna, Leszka Kubickiego i Andrzeja Zolla) prezydent tym ułaskawieniem naruszył Konstytucję RP. Za dopuszczalnością podjęcia takiej decyzji opowiedział się natomiast m.in. Ryszard Piotrowski, uznając jednocześnie, że ułaskawienie to nie powinno wstrzymywać rozpoznania sprawy oskarżonych w postępowaniu odwoławczym.
30 marca 2016 Sąd Okręgowy w Warszawie, będący sądem odwoławczym, podjął decyzję o uchyleniu wyroku i umorzeniu sprawy, uznając, że Konstytucja RP nie przewiduje szczególnego trybu ułaskawiania przez prezydenta i że w przypadku prawa łaski nie można stosować przepisów kodeksu postępowania karnego. Sąd Najwyższy w uchwale z 31 maja 2017, wydanej w związku z postępowaniem kasacyjnym w składzie siedmiu sędziów na wniosek rozpatrującego skargę kasacyjną oskarżycieli posiłkowych składu trzyosobowego SN, stwierdził, że prawo łaski jako uprawnienie prezydenta może być stosowane wyłącznie wobec osób, których winę stwierdzono prawomocnym wyrokiem sądu, a jego zastosowanie przed datą prawomocności wyroku nie wywołuje skutków procesowych (nie istnieje). Sędziowie uznali także, że zastosowanie prawa łaski w takiej formie, w jakiej zrobił to Andrzej Duda w stosunku do kierownictwa CBA, złamało konstytucyjną zasadę domniemania niewinności i nie daje się pogodzić z zawartym w ustawie zasadniczej prawem obywatela do sądu.
Według Wiceszefa Kancelarii Prezydenta Pawła Muchy uchwała ta nie posiada żadnej podstawy prawnej. Kancelaria opublikowała też listę 13 publikacji z różnych epok, w których polscy prawnicy stwierdzali możliwość stosowania przez prezydenta prawa łaski w postaci abolicji indywidualnej. Wśród tych autorów znaleźli się m.in. Stanisław Śliwiński, Stefan Kalinowski, Andrzej Murzynowski, Stanisław Waltoś, Tomasz Grzegorczyk, Ryszard Piotrowski, Lech Gardocki, Stanisław Stachowiak, Katarzyna Kaczmarczyk-Kłak i Bogusław Banaszak. Spośród wymienionych przez Kancelarię Prezydenta publikacji cztery (Stanisława Śliwińskiego, Stefana Kalinowskiego, Jana Bednarzaka, Andrzeja Murzynowskiego), wydane w latach 60., nie mogą dotyczyć stanu prawnego zaprowadzonego konstytucją z 1997. Lech Gardocki i Stanisław Waltoś odcięli się od popierania poglądu korzystnego dla prezydenta w tym sporze, a Ryszard Piotrowski poczynił zastrzeżenia – według niego prezydent wprawdzie może wydać akt łaski przed prawomocnym skazaniem, ale „akt łaski nie powinien być arbitralny, społecznie niezrozumiały czy obrażający poczucie sprawiedliwości”, a ułaskawienie nie może wstrzymywać rozpoznania sprawy oskarżonych w postępowaniu odwoławczym.

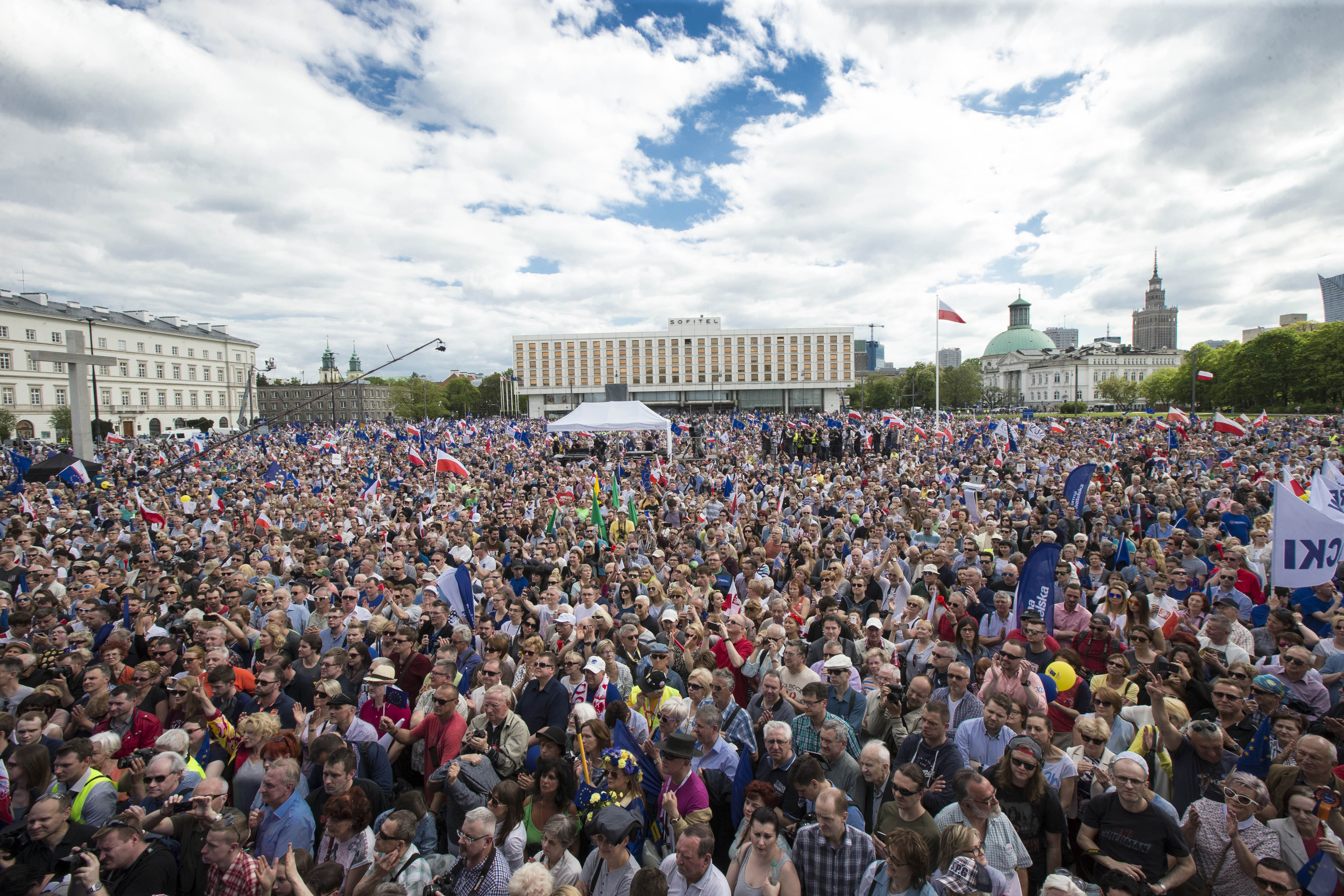
Demonstracja KOD i partii opozycyjnych na placu Piłsudskiego w Warszawie (2016)

##### Powołanie Julii Przyłębskiej na prezesa TK (2016)
Według konstytucjonalisty Macieja Pacha do powołania Julii Przyłębskiej na prezesa TK nie doszło z uwagi na rażące naruszenia konstytucji i ustawy w procedurze powoływania. Naruszenia te polegały na:
- pominięciu roli wiceprezesa TK przy zwołaniu Zgromadzenia Ogólnego Sędziów TK (ZO) na rzecz nieumocowanego konstytucyjnie "sędziego pełniącego obowiązki prezesa TK"[241];
- wzięciu udziału w głosowaniu nad kandydatami na prezesa TK przez 3 osoby niebędące sędziami TK: Henryka Ciocha, Lecha Morawskiego i Mariusza Muszyńskiego, którzy zostali wybrani na miejsca już zajęte (por. wyroki TK: K 34/15 i K 35/15)[241];
- poparciu kandydatów na prezesa TK nie przez większość sędziów tworzących ZO (przynajmniej ośmiu), co sprzeciwia się art. 194 ust. 2 Konstytucji RP, który nie dopuszcza kandydatów mniejszości[241];
- nieobecności na posiedzeniu ZO Stanisława Rymara, wbrew art. 21 ust. 2 ustawy z dnia 13 grudnia 2016 r. Przepisy wprowadzające ustawę o organizacji i trybie postępowania przed Trybunałem Konstytucyjnym oraz ustawę o statusie sędziów Trybunału Konstytucyjnego (Dz.U. z 2016 r. poz. 2074), zgodnie z którym w posiedzeniu powinni uczestniczyć sędziowie TK, którzy złożyli ślubowanie wobec prezydenta[241];
- braku odrębnego głosowania nad uchwałą o przedstawieniu prezydentowi określonych osób jako kandydatów na prezesa TK, wbrew art. 21 ust. 8 Przepisów wprowadzających[241].

Takie same argumenty z tą samą konkluzją przedstawił zespół ekspertów prawnych przy okazji oceny orzeczenia TK z 22 października 2020 r. zapadłego w sprawie o sygn. K 1/20.

##### Kryzys wokół Sądu Najwyższego (2017)
31 lipca 2017 złożył weto wobec uchwalonych głównie głosami posłów Prawa i Sprawiedliwości, ustaw o Sądzie Najwyższym oraz o Krajowej Radzie Sądownictwa, wywołując przy tym duże protesty społeczne. W czerwcu 2019 Trybunał Sprawiedliwości Unii Europejskiej orzekł, że przepisy o obniżeniu wieku emerytalnego sędziów Sądu Najwyższego zawarte we wniesionej przez niego i uchwalonej przez Sejm w 2017 ustawie o Sądzie Najwyższym naruszają zasadę nieusuwalności sędziów i są niezgodne z prawem unijnym.
W latach 2017–2018 nie powołał na sędziów Sądu Najwyższego 8 osób wskazanych przez rozwiązaną w 2018 Krajową Radę Sądownictwa (KRS). W listopadzie 2018, półtora roku po wniosku KRS, wręczył jednak nominacje sędziowskie Małgorzacie Wąsek-Wiaderek i Pawłowi Wilińskiemu.
W październiku 2018 powołał 27 osób na sędziów Sądu Najwyższego wskazanych przez nową KRS wbrew postanowieniom Naczelnego Sądu Administracyjnego (NSA), który wstrzymał wykonalność uchwał KRS w tej sprawie. Andrzej Duda argumentował, że nie był stroną w sprawach przed NSA i nie otrzymał postanowień sądu, chociaż kopia postanowienia z 27 września wpłynęła do Kancelarii Prezydenta dwa dni przed powołaniem przez niego nowych sędziów SN. W swoich wyrokach ETPC uznał to postępowanie Dudy za rażące i oczywiste naruszenie polskiego prawa. Także krytyczne wobec prezydenta media dostrzegły w tym kolejne naruszenie Konstytucji.

##### 2 miliardy złotych na TVP i Polskie Radio (2020)
W marcu 2020 prezydent Andrzej Duda podpisał ustawę nakazującą wydrukowanie papierów wartościowych o wartości prawie 2 mld zł i przekazaniu ich na media państwowe. Znaczna większość tych środków została przekazana TVP (87,7 proc.), reszta zaś Polskiemu Radiu i spółkom radiofonii regionalnej. Według doniesień medialnych, prezydent przed podpisaniem ustawy miał postawić swojemu środowisku politycznemu ultimatum zwolnienia Jacka Kurskiego z funkcji prezesa TVP, co rzeczywiście się stało, choć dwa miesiące później, w maju 2020, Jacek Kurski powrócił do Zarządu TVP, a w sierpniu tegoż roku został ponownie prezesem TVP.
Ustawa o przekazaniu dodatkowych środków na media publiczne była krytykowana przez opozycję, która podnosiła m.in. kwestię upolitycznienia TVP za rządów PiS. Marszałek Senatu Tomasz Grodzki zaproponował, by rzeczone prawie 2 miliardy złotych wspomogły Narodową Strategię Onkologiczną zamiast mediów publicznych, lecz propozycja ta nie została uwzględniona.
Kilka miesięcy później Telewizja Polska była krytykowana przez część komentatorów, którzy zarzucali nadawcy jawne wspieranie Andrzeja Dudy w czasie kampanii wyborczej przed wyborami prezydenckimi w czerwcu 2020. Jeden z wyemitowanych w Wiadomościach materiałów poświęconych Andrzejowi Dudzie był porównywany za swoją formę i treść do północnokoreańskiej propagandy oraz wprost oceniany jako spot wyborczy. Według analizy obserwatorów Organizacji Bezpieczeństwa i Współpracy w Europie opublikowanej w czerwcu 2020, „zarządzanie i finansowanie publicznego nadawcy TVP nie zapewnia niezależności redakcyjnej i umożliwia rządowi wywieranie presji na treści TVP”. Obserwatorzy OBWE stwierdzili, że w czasie kampanii przed wyborami prezydenckimi „TVP nie wywiązała się z ustawowego obowiązku zapewnienia zrównoważonych i bezstronnych relacji medialnych. Zamiast tego działała jako narzędzie kampanii dla prezydenta ubiegającego się o reelekcję i często przedstawiała jego głównego kontrkandydata jako zagrożenie dla polskich wartości i interesów narodowych. Niektóre z reportaży miały wyraźnie wydźwięk ksenofobiczny oraz antysemicki”.

##### „Karta Rodziny” i krytyka tzw. „ideologii LGBT” (2020)

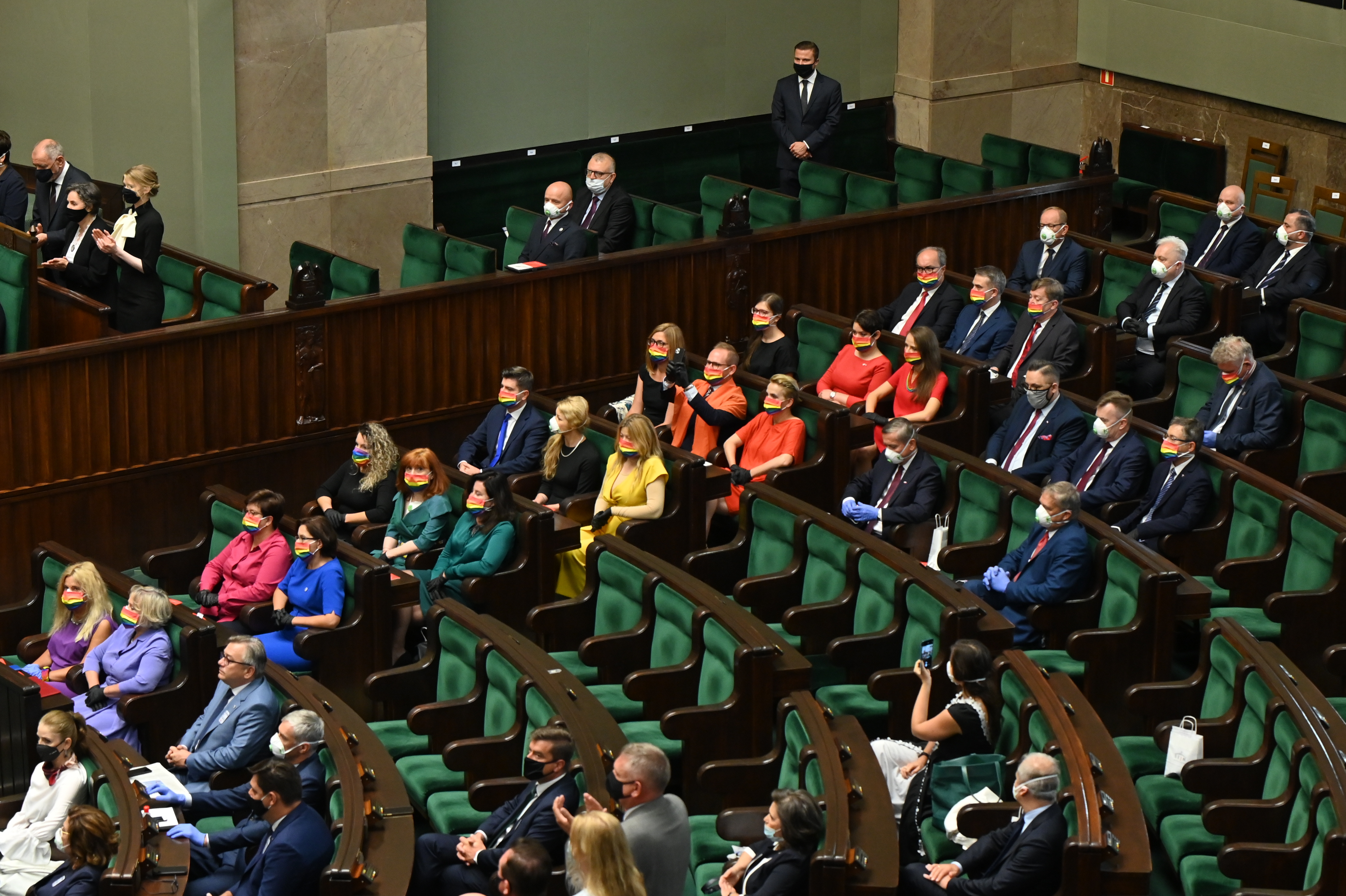
Parlamentarzyści Lewicy protestują solidaryzując się ze społecznością LGBT poprzez założenie tęczowych maseczek podczas uroczystości zaprzysiężenia Prezydenta RP Andrzeja Dudy przed Zgromadzeniem Narodowym (2020)

W trakcie kampanii prezydenckiej 10 czerwca Andrzej Duda podpisał „Kartę Rodziny”, mającą zagwarantować kontynuowanie programów takich jak 500+ oraz zapewnić zakaz propagowania tzw. „ideologii LGBT” w instytucjach publicznych. Prezydent nazwał tzw. ideologię LGBT ideologią obcą. 13 czerwca podczas wiecu w Brzegu Andrzej Duda w odniesieniu do terminu „LGBT” powiedział, że „to nie ludzie, lecz ideologia”. Określił tę ideologię jako jeszcze bardziej niszczącą dla człowieka, niż ideologia komunistyczna. O tej wypowiedzi Andrzeja Dudy informowały światowe media, a część komentatorów uznała ją za homofobiczną. Wypowiedź prezydenta była zbieżna z przekazem innych publicznych wypowiedzi polityków popierającego prezydenta obozu rządzącego.
W ciągu tygodnia od wypowiedzi prezydenta rektor Uniwersytetu Łódzkiego prof. Antoni Różalski, rektor Uniwersytetu Warszawskiego prof. Marcin Pałys oraz Kolegium Rektorsko-Dziekańskie Uniwersytetu Jagiellońskiego wydali stanowiska potępiające wypowiedzi obrażające osoby LGBT oraz solidaryzujące się z dyskryminowanymi osobami przynależącymi do tej mniejszości.
W reakcji na słowa list do prezydenta Andrzeja Dudy przeciwko dyskryminacji osób nieheteronormatywnych wystosowała prof. Dominika Dudek, kierownik Katedry Psychiatrii Collegium Medicum Uniwersytetu Jagiellońskiego oraz prezes elekt Polskiego Towarzystwa Psychiatrycznego. Pod listem podpisało się ponad trzystu naukowców z dziedziny psychiatrii i innych dziedzin medycyny.
Komitet Psychologii Polskiej Akademii Nauk 19 czerwca 2020 przyjął stanowisko w sprawie języka debaty publicznej dotyczącej społeczności LGBT+, w którym stanowczo sprzeciwił się „wszelkim próbom wykorzystywania (...) języka opartego na negowaniu godności, człowieczeństwa czy przypisanych jednostce praw”, podkreślając, że „dehumanizujący język i związana z nim stygmatyzacja grup mniejszościowych to formy przemocy prowadzące do wykluczenia i dyskryminacji”. Prezydium PAN w przyjętym oświadczeniu stwierdziło, że „jednoznacznie sprzeciwia się głosom dyskryminującym kogokolwiek, teraz w szczególności osoby LGBT. Wyrażamy naszą solidarność z tymi osobami”. Krytyczne stanowisko w tej sprawie zajęło także kombatanckie stowarzyszenie Związek Powstańców Warszawskich.
6 lipca 2020 Andrzej Duda zaprezentował prezydencki projekt zmiany Konstytucji RP, który zakłada, że zakazana będzie adopcja dziecka przez osobę pozostającą we wspólnym pożyciu (związku) z osobą tej samej płci, co jego zdaniem miało przysłużyć się obronie instytucji małżeństwa. Choć po wpłynięciu do Sejmu projekt został skierowany do pierwszego czytania, do końca IX kadencji Sejmu RP nie trafił pod obrady izby i uległ dyskontynuacji po zebraniu się Sejmu X kadencji na pierwsze posiedzenie.

##### Wypowiedź dotycząca szczepień (2020)
7 lipca 2020 w programie telewizyjnym na antenie TVP Info Andrzej Duda powiedział: „Absolutnie nie jestem zwolennikiem jakichkolwiek szczepień obowiązkowych. Osobiście nigdy się nie zaszczepiłem na grypę, bo uważam, że nie. Szczepienia na koronawirusa absolutnie nie powinny być obowiązkowe”. Kilka godzin po emisji programu Andrzej Duda opublikował w mediach społecznych sprostowanie, w którym wyjaśnił: „Uważam, że ewentualne szczepienie przeciw koronawirusowi nie powinno być obowiązkowe. Tak jak nie są obowiązkowe szczepienia przeciw grypie. Co do innych chorób (...), to zupełnie co innego. Inna rozmowa”.
Okręgowa Izba Lekarska w Warszawie skrytykowała słowa prezydenta, „w których Pan Prezydent podważył sens obowiązkowych szczepień ochronnych, a także sens szczepienia na grypę”, uznając te słowa za „absolutnie nie do przyjęcia” oraz stwierdzając, że „kampania wyborcza nie może usprawiedliwiać promowania postaw (…) szkodliwych dla zdrowia społeczeństwa”.

##### Pozostałe
W czerwcu 2016 odmówił bez uzasadnienia powołania 10 sędziów sądów powszechnych zawnioskowanych przez Krajową Radę Sądownictwa.
25 lipca 2018 Senat nie wyraził zgody (za: 10, przeciw: 30, wstrzymało się: 52 Nie głosowało: 8) na zarządzenie przez Prezydenta Rzeczypospolitej Polskiej ogólnokrajowego referendum zawierającego 10 pytań dotyczących zmian w Konstytucji.
Prezentował wypowiedzi sceptyczne wobec Unii Europejskiej, w tym 11 września 2018 powiedział „że chce, aby obywatele mieli przekonanie, iż ktoś myślał o nich, a nie o jakiejś wyimaginowanej wspólnocie, z której dla nas niewiele wynika”. W kontekście krytyki przez instytucje europejskie reformy sądownictwa, powiedział: „I powiem bardzo mocno: jestem prezydentem RP, powiem tak. Nie będą nam tutaj w obcych językach narzucali, jaki ustrój mamy mieć w Polsce i jak mają być prowadzone polskie sprawy. (…) Tu jest Unia Europejska. Tak, oczywiście. I bardzo się z tego cieszymy, że jest. Ale przede wszystkim tu jest Polska – dodał”.
Zaangażował się w kampanię wyborczą Wojciecha Kolarskiego – kandydata do Parlamentu Europejskiego w wyborach w 2024. 
W wyroku z 15 października 2024 NSA oddalił skargę kasacyjną prezydenta Dudy, zobowiązując go do rozpatrzenia wniosku o nadanie Michałowi Bilewiczowi tytułu profesora w ciągu miesiąca od otrzymania wyroku. Wniosek o nadanie tytułu profesora jest blokowany przez prezydenta od początku 2019. Mimo prawomocnego wyroku NSA Duda stwierdził w maju 2025, że za jego kadencji Bilewicz profesorem nie zostanie.
W grudniu 2024 zarząd Polskiego Komitetu Olimpijskiego przyjął uchwałę rekomendującą zgłoszenie kandydatury Andrzeja Dudy na członka rzeczywistego Międzynarodowego Komitetu Olimpijskiego.

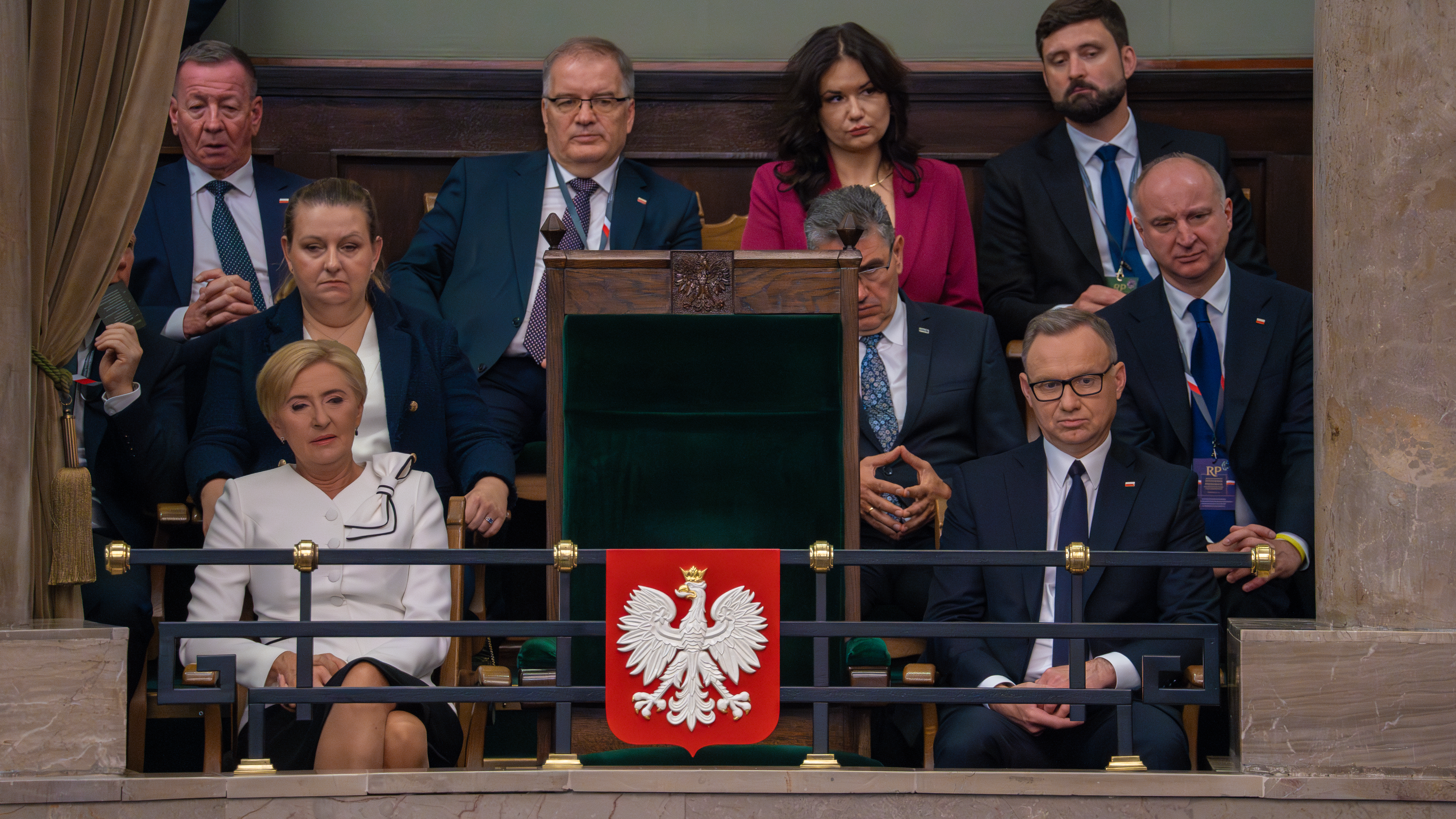
Ustępujący prezydent Andrzej Duda wraz z małżonką w Sejmie, podczas uroczystości zaprzysiężenia jego następcy, Karola Nawrockiego (2025)

Przed wyborami prezydenckimi 2025 poparł kandydaturę Karola Nawrockiego, popieranego przez Prawo i Sprawiedliwość.

## Życie prywatne
21 grudnia 1994 Andrzej Duda poślubił germanistkę Agatę Kornhauser, z którą ma córkę Kingę (ur. 1995). Ma dwie młodsze siostry – Annę i Dominikę, która adoptowana została przez jego rodziców. Jego stryjem jest polityk Antoni Duda. Jego teściem jest poeta Julian Kornhauser, a szwagrem Jakub Kornhauser. Deklaruje się jako praktykujący katolik. 
Aktywnie udziela się w mediach społecznościowych. Samodzielnie prowadzi swoje profile na serwisach Twitter oraz Instagram, gdzie często wdaje się w dyskusje z internautami. Aktywność prezydenta w tym względzie stała się tematem pracy opublikowanej przez wydawnictwo Uniwersytetu Rzeszowskiego. W 2017 rzucił palenie papierosów. W wolnym czasie jeździ na nartach. 
We wrześniu 2024 w wyniku urazu doznanego podczas prac domowych stracił końcówkę środkowego palca prawej dłoni.

## Wyniki wyborcze
| Wybory | Komitet wyborczy                   | Komitet wyborczy                                                   | Organ            | Okręg           | Wynik              |
| ------ | ---------------------------------- | ------------------------------------------------------------------ | ---------------- | --------------- | ------------------ |
| 2007   |                                    | Prawo i Sprawiedliwość                                             | Sejm VI kadencji | nr 15           | 11 158 (3,97%)     |
| 2010   | Prezydent miasta Krakowa           | Prezydent miasta Krakowa                                           | 56 302 (22,38%)  |                 |                    |
| 2010   | Rada Miasta Krakowa                | Prawo i Sprawiedliwość                                             | nr 2             | 6 887 (16,77%)  |                    |
| 2011   | Sejm VII kadencji                  | Prawo i Sprawiedliwość                                             | nr 13            | 79 981 (15,79%) |                    |
| 2014   | Parlament Europejski VIII kadencji | Prawo i Sprawiedliwość                                             | nr 10            | 97 996 (10,71%) |                    |
| 2015   |                                    | KW Kandydata na Prezydenta Rzeczypospolitej Polskiej Andrzeja Dudy | Prezydent RP     | Prezydent RP    | 5 179 092 (34,76%) |
| 2015   | 8 630 627 (51,55%)                 | KW Kandydata na Prezydenta Rzeczypospolitej Polskiej Andrzeja Dudy | Prezydent RP     | Prezydent RP    |                    |
| 2020   | 8 450 513 (43,50%)                 | KW Kandydata na Prezydenta Rzeczypospolitej Polskiej Andrzeja Dudy | Prezydent RP     | Prezydent RP    |                    |
| 2020   | 10 440 648 (51,03%)                | KW Kandydata na Prezydenta Rzeczypospolitej Polskiej Andrzeja Dudy | Prezydent RP     | Prezydent RP    |                    |

## Odznaczenia i wyróżnienia
Otrzymane z urzędu
Z tytułu objęcia urzędu prezydenta RP Andrzej Duda został kawalerem Orderu Orła Białego, Wielkim Mistrzem Orderu i przewodniczącym jego Kapituły, a także kawalerem Orderu Odrodzenia Polski I Klasy, Wielkim Mistrzem Orderu i przewodniczącym jego Kapituły. 6 sierpnia 2015 otrzymał insygnia wspomnianych orderów.
Ordery i odznaczenia państw obcych
- Krzyż Wielki Orderu Zasługi – 2008, Portugalia[321]
- Wielka Wstęga Orderu Leopolda – 2015, Belgia[322]
- Krzyż Wielki z Łańcuchem Orderu Lwa Białego – 2016, Czechy[323][324]
- Order Stara Płanina I klasy ze wstęgą – 2016, Bułgaria[325]
- Krzyż Wielki Orderu Świętego Olafa – 2016, Norwegia[326]
- Krzyż Wielki z Łańcuchem Orderu Gwiazdy – 2016, Rumunia[327]
- Krzyż Wielki Orderu Białej Róży Finlandii – 2017, Finlandia[328]
- Krzyż Wielki Orderu Zbawiciela – 2017, Grecja[329]
- Krzyż Wielki z Łańcuchem Orderu Trzech Gwiazd – 2018, Łotwa[330]
- Krzyż Wielki ze Złotym Łańcuchem Orderu Witolda Wielkiego – 2019, Litwa[331]
- Order Podwójnego Białego Krzyża I klasy – 2019, Słowacja[332]
- Krzyż Wielki Orderu Zasługi z Łańcuchem i Złotopromienną Gwiazdą – 2020 (nadanie[333]), 2021 (wręczenie[334]), Węgry
- Order Księcia Jarosława Mądrego I klasy – 2021, Ukraina[335]
- Wielka Kollana Orderu Makariosa III(inne języki) – 2021, Cypr[336][337][338]
- Order 8 Września – 2022, Macedonia Północna[339]
- Order Westharda I klasy – 2023, Łotwa[340]
- Kawaler Krzyża Wielkiego Udekorowany Wielką Wstęgą Orderu Zasługi Republiki Włoskiej – 2023, Włochy[341][342]
- Krzyż Wielki Orderu Krzyża Pogoni – 2023, Litwa[343][344]
- Wielki Łańcuch Orderu Infanta Henryka – 2023, Portugalia[345]
- Wielki Order Hibiskusa (Mugunghwa) – 2023, Korea Południowa[346][347]
- Wielka Wstęga Orderu Odrodzenia – 2024, Jordania[348]
- Krzyż Wielki Krzyża Uznania – 2025, Łotwa[349]
- Łańcuch Orderu Pro Merito Melitensi (cywilny) – 2025, SMOM[350][351]
- Krzyż Wielki z Łańcuchem Orderu Krzyża Ziemi Maryjnej – 2025, Estonia[352]
- Order Wolności – 2025, Ukraina[353]

Wyróżnienia i inne odznaczenia
- Wyróżnienie tygodnika „Polityka” w rankingu najlepszych posłów Sejmu RP VII kadencji (2013)[354]
- Tytuły honorowego obywatela Wolbromia (2015)[355], honorowego obywatela Starego Sącza (2016)[356], Seulu (2018)[357], Bochni (2018)[358], Gminy Zakliczyn (2019)[359], Środy Śląskiej (2019)[360][361] i Wielunia (2020)[362]
- Tytuł honorowego członka Ruchu Społecznego im. Prezydenta RP Lecha Kaczyńskiego (2015)[35]
- „Człowiek Wolności 2015” tygodnika „W Sieci” (2016)[363]
- „Człowiek 2015” Klubów „Gazety Polskiej” (2016)[364]
- Nagroda im. Lecha Kaczyńskiego (2016)[365]
- Honorowa Odznaka GROM (2017)[366][367]
- Nagroda Prometejska im. Prezydenta Lecha Kaczyńskiego (2019)[368]
- Złoty Order Olimpijski (2022)[369]
- Doktor honoris causa Państwowego Uniwersytetu Mongolskiego (2023)[370]
- Krzyż Dobrosąsiedztwa – Zjednoczony Gabinet Przejściowy Białorusi (2024)[371][372]
- Nagroda im. św. Grzegorza I Wielkiego miesięcznika „Niezależna Gazeta Polska – Nowe Państwo” za rok 2024[373]
- Honorowe Wyróżnienie „Niezawodnemu Przyjacielowi” - ZHP (2025)[374]

## Publikacje
- Andrzej Duda: To ja. 2025. Brak numerów stron w książce[375]